# Corsa austro-italiana agli armamenti navali

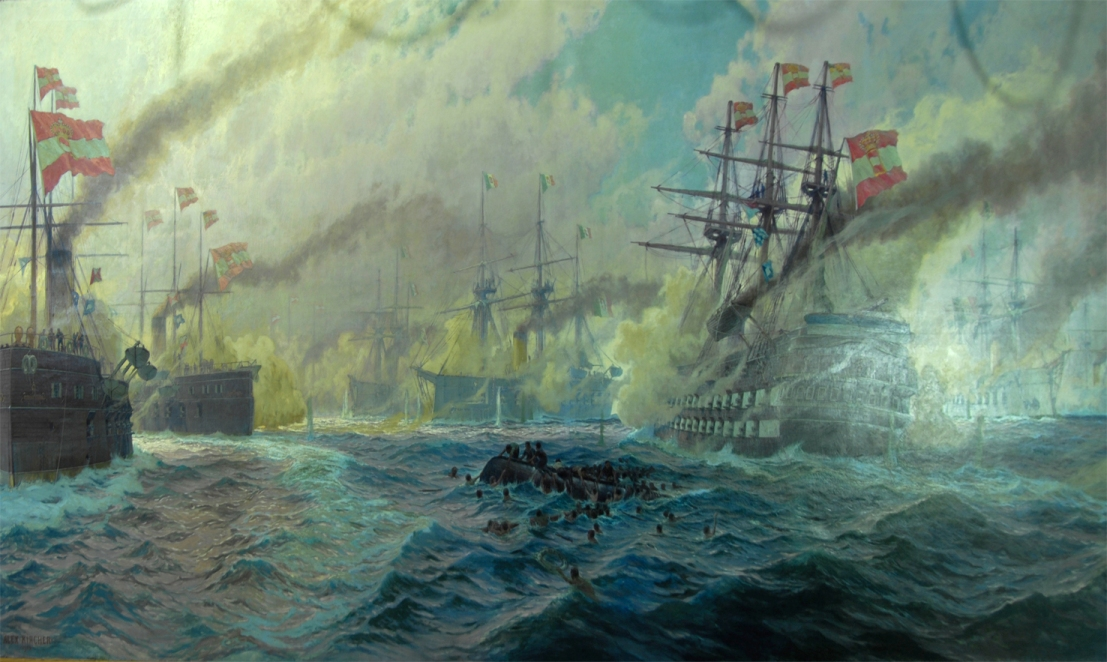
La battaglia di Lissa del 20 luglio 1866 di Alexander Kircher. La Battaglia di Lissa fu il culmine della corsa agli armamenti austro-italici e fu il primo impegno navale tra più navi da guerra corazzate nella storia.

La corsa agli armamenti navali tra l'Impero austriaco e il Regno d'Italia iniziò nel 1860 quando entrambi si dotarono di una serie di navi da guerra corazzate, ovverosia delle navi a vapore protette da piastre di armature di ferro o acciaio, molto più potenti delle navi di linea, interamente in legno. Queste navi furono costruite per instaurare il controllo sul mare Adriatico, in caso di conflitto tra i due paesi.
L'unificazione di gran parte dell'Italia nel periodo subito antecedente, portò alla fusione delle varie marine degli ex stati italiani nella Regia Marina. La componente sarda comprendeva due corazzate della classe Formidabile, ordinate dalla Francia nel 1860, che divennero le prime corazzate a ferro battuto dell'Italia. Il paese iniziò rapidamente un sostanziale programma di costruzione per rafforzare la Regia Marina, poiché gli italiani credevano che una forte marina avrebbe avuto un ruolo cruciale nel rendere il regno nato da poco, una grande potenza.
Queste azioni catturarono l'attenzione dell'Impero austriaco, che guardava all'Italia con grande sospetto e preoccupazione, poiché le affermazioni irredentiste dei nazionalisti italiani erano dirette in territori austriaci chiave come Venezia, Trentino e Trieste. In risposta alla crescente forza della Sardegna, che presto diventerà l'Italia, la Marina imperiale austriaca ordinò due corazzate di ferro (classe Drache) nel 1860. Iniziò così una corsa agli armamenti navali tra Austria e Italia, incentrata sulla costruzione e l'acquisizione di corazzate. Ciò continuò per i successivi sei anni, e quando scoppiò la guerra tra i due stati nel 1866, l'Austria possedeva sette corazzate contro le dodici italiane.
Mentre l'Italia risultò dalla parte vincente della guerra e acquisì il Regno Lombardo-Veneto ai sensi del Trattato di Vienna, la Regia Marina fu definitivamente sconfitta nella Battaglia di Lissa dalla molto più piccola Marina imperiale austriaca. Le loro scarse prestazioni portarono a un periodo di abbandono con budget ridotti e l'interruzione della costruzione di nuove navi; l'Italia non avrebbe armato un'altra corazzata fino al 1873.
Nel frattempo, l'Austria si riformò nell'Impero austro-ungarico nel 1867 dopo aver perso la Guerra delle sette settimane contro la Prussia. Negli anni successivi alla Battaglia di Lissa, Wilhelm von Tegetthoff avrebbe supervisionato la costruzione di altre tre corazzate e la ricostruzione di una quarta. Dopo la morte di Tegetthoff nel 1871, la Marina austro-ungarica entrò in un periodo di abbandono, con solo cinque ulteriori corazzate costruite nei successivi tredici anni. Entrambe le marine si impegnarono in ulteriori progetti di costruzione tra il 1870 e l'inizio del 1880, ma la corsa agli armamenti terminò nel 1880 a causa della firma della Triplice Alleanza tra Italia, Austria-Ungheria e Germania nel 1882 e l'introduzione di nuove tecnologie che portarono al sviluppo di corazzata policalibro/pluricalibro. Nonostante la loro alleanza, tuttavia, l'Italia e l'Austria-Ungheria si sarebbero impegnati in una seconda corsa agli armamenti incentrata sulla costruzione di navi da battaglia all'inizio del secolo. Questa corsa agli armamenti sarebbe continuata fino all'inizio della prima guerra mondiale.

## Contesto: l'Unità d'Italia

L'unificazione dell'Italia tra il 1829 e il 1870

La creazione del Regno d'Italia e di una marina italiana unificata fu il risultato di sforzi concertati di nazionalisti e monarchici italiani fedeli alla Casa Savoia per stabilire un Regno Unito che abbracciava l'intera penisola italiana. Questo processo iniziò seriamente a partire dalle rivoluzioni del 1848. Dopo una fortunata rivoluzione in Francia, nel febbraio 1848, che fece cadere il re Luigi Filippo I e stabilì la Seconda Repubblica francese, il fervore rivoluzionario scoppiò in tutta Europa. A Vienna, il cancelliere austriaco Klemens von Metternich si dimise e andò in esilio a Londra, mentre l'imperatore austriaco Ferdinando I fu costretto ad abdicare al trono in favore di suo nipote, Francesco Giuseppe I.
All'interno dell'impero austriaco, i sentimenti nazionalisti tra i vari gruppi etnici austriaci portarono alle rivoluzioni in Austria a prendere diverse forme. I sentimenti liberali prevalsero ampiamente tra gli austriaci tedeschi, che vennero ulteriormente complicati dai moti simultanei negli stati tedeschi. Gli ungheresi all'interno dell'Impero cercarono in gran parte di stabilire il proprio regno o repubblica indipendente, il che portò a una rivoluzione in Ungheria. Allo stesso modo gli italiani all'interno dell'Impero austriaco cercarono di unirsi con gli altri stati di lingua italiana della penisola italiana per formare il "Regno d'Italia".

### Prima e seconda guerra di indipendenza italiana
All'interno del Regno Lombardo-Veneto, la rivolta di Vienna scatenò rivolte anti-asburgiche nelle città di Milano e Venezia. Il feldmaresciallo austriaco Josef Radetzky non fu in grado di sconfiggere gli insorti veneziani e milanesi nel Lombardo-Veneto e dovette ordinare alle sue forze di evacuare l'Italia occidentale, riportando le sue truppe in una catena di fortezze difensive tra Milano e Venezia conosciuta come Quadrilatero. Con Vienna stessa nel mezzo di una rivolta contro la monarchia asburgica, l'Impero austriaco apparve sull'orlo del collasso. Il 23 marzo 1848, proprio un giorno dopo che Radetzky fu costretto a ritirarsi da Milano, il Regno di Sardegna cercò di capitalizzare il caos che stava travolgendo l'Impero austriaco e dichiarò guerra, scatenando la Prima guerra d'indipendenza italiana.
Dopo aver quasi cacciato le forze austriache dalla penisola italiana, la fortuna voltò la faccia al Regno di Sardegna. Lo Stato Pontificio e il Regno delle Due Sicilie, che inizialmente si erano alleati con la Sardegna contro l'Austria, si ritirarono dalla guerra, avendo a malapena partecipato ai combattimenti. I rinforzi austriaci rafforzarono anche le forze di Radetzky nella penisola italiana e in seguito alla battaglia di Custoza, l'orientamento della guerra virò in favore dell'Austria. Questa vittoria fu seguita dalla decisiva sconfitta dei savoia nella battaglia di Novara nel marzo 1849, a cui seguì l'abdicazione del re Carlo Alberto di Sardegna dal trono di Sardegna a favore di suo figlio Vittorio Emanuele II. La pace che ne seguì nell'agosto 1849 pose fine alla guerra con una vittoria austriaca.
Dopo il fallimento della prima guerra d'indipendenza italiana, la Sardegna iniziò la ricerca di potenziali alleati. Il primo ministro sardo Camillo Benso, conte di Cavour, trovò l'Imperatore dei francesi Napoleone III favorevole a un'alleanza con la Sardegna dopo la guerra di Crimea, in cui Francia e Sardegna erano state alleate contro la Russia. Dopo gli Accordi di Plombières del 1858, Napoleone III e Cavour firmarono un trattato segreto di alleanza contro l'Austria in base al quale la Francia avrebbe aiutato la Sardegna in cambio della consegna di Nizza e Savoia alla Francia. Le forze franco-sarde sconfissero rapidamente gli austriaci durante la primavera del 1859 e dopo la battaglia di Solferino, l'Austria cedette la maggior parte della Lombardia e della città di Milano alla Francia in virtù del trattato di Zurigo, che la trasferì alla Sardegna in cambio di Savoia e Nizza. Durante la guerra, il rivoluzionario italiano Giuseppe Garibaldi sarebbe emerso come leader per l'unificazione dell'Italia. Garibaldi, inizialmente sostenne una rivoluzione repubblicana per riunire la penisola. Tuttavia, alla fine concluse che solo il Regno di Sardegna fosse in grado di unificare gli stati italiani in una nazione.

### Le campagne di Garibaldi nell'Italia meridionale

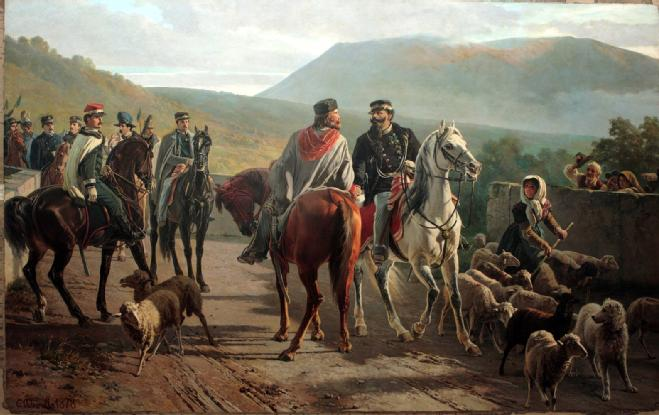
L'incontro di Vittorio Emanuele II e Garibaldi a Teano, di Carlo Ademollo, raffigurante l'incontro tra Giuseppe Garibaldi e il re Vittorio Emanuele II il 26 ottobre 1860

Nel 1860, insurrezioni a Messina e Palermo nel Regno delle Due Sicilie offrirono a Garibaldi l'opportunità di iniziare la conquista dell'Italia meridionale. Riunì circa un migliaio di volontari – chiamati i Mille o, come noto popolarmente, le camicie rosse – in due navi chiamate Il Piemonte e Il Lombardo, e partì da Genova il 5 maggio. L'11 maggio Garibaldi e le sue forze sbarcarono a Marsala, nel punto più occidentale della Sicilia. Garibaldi ottenne rapidamente il controllo dell'isola, dichiarandosi dittatore della Sicilia in nome di Vittorio Emanuele II d'Italia il 14 maggio.
Dopo le vittorie a Calatafimi, Palermo e Milazzo, quasi l'intera isola fu sotto il controllo di Garibaldi entro la fine di luglio. Il 19 agosto i suoi uomini sbarcarono in Calabria in previsione di un'offensiva volta a catturare Napoli, capitale del Regno delle Due Sicilie. Le truppe del Regno delle Due Sicilie che difendevano la Calabria offrirono poca resistenza, addirittura diverse unità dell'esercito borbonico si sciolsero o si unirono ai ranghi di Garibaldi. Il 30 agosto un esercito siciliano venne ufficialmente sciolto a Soveria Mannelli, mentre solo unità minori e disperse continuarono i combattimenti. La flotta napoletana si comportò in modo simile e offrì poca o nessuna resistenza contro le forze di Garibaldi. Il re Francesco II delle Due Sicilie fu così costretto ad abbandonare Napoli e trincerarsi nella fortezza di Gaeta, mentre fu eretta un'ultima resistenza sul fiume Volturno, a nord di Napoli. Il 7 settembre Garibaldi entrò a Napoli e fu salutato dalla città come un liberatore.
Mentre Garibaldi conquistò l'Italia meridionale, il Regno di Sardegna invase lo Stato Pontificio, conquistando gran parte dell'Italia centrale dopo la battaglia di Castelfidardo. Le truppe sarde entrarono quindi nel Regno delle Due Sicilie da nord e si unirono alle forze di Garibaldi. Dopo la battaglia del Volturno, l'unica forza organizzata borbonica rimasta in Italia rimase a Gaeta. Il 21 ottobre, un plebiscito confermò l'annessione del Regno delle Due Sicilie al Regno di Sardegna a stragrande maggioranza, mentre il 26 ottobre, Vittorio Emanuele II e Garibaldi si incontrarono a Teano, nel nord della Campania, dove Garibaldi strinse la mano di Victor Emmanuel e lo salutò come "Re d'Italia". L'ultima roccaforte borbonica a Gaeta si arrese finalmente dopo un lungo assedio nel febbraio 1861. Con la cattura di Gaeta, il 17 marzo 1861 fu proclamato un Regno d'Italia unificato. Il re Vittorio Emanuele II di Savoia fu quindi dichiarato re Vittorio Emanuele II d'Italia.

### Istituzione della Regia Marina

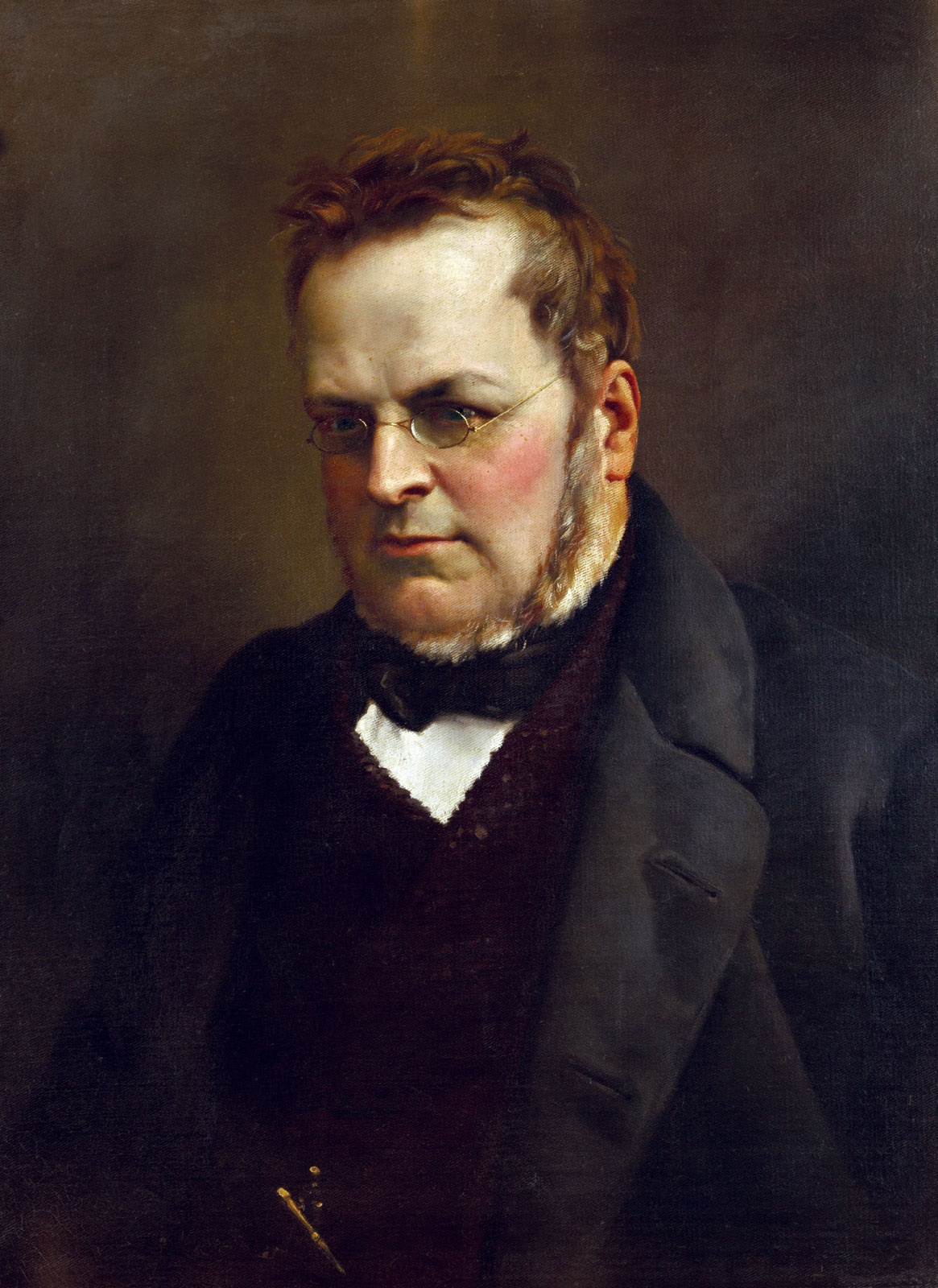
Camillo Benso, conte di Cavour, primo Presidente del Consiglio italiano. Cavour fu determinante per l'istituzione della Regia Marina e l'avvio del programma corazzato italiano.

Nel marzo del 1860, Cavour divenne il ministro navale del Regno di Sardegna. Assunse questo ruolo in un momento in cui la Sardegna si stava rapidamente espandendo nell'Italia settentrionale e centrale. All'inizio di quel mese, i plebisciti in Toscana, Modena e Reggio, Parma e Romagna produssero schiaccianti maggioranze a favore dell'annessione da parte del Regno di Sardegna. Anche questa espansione della Sardegna portò alla crescita della marina del regno. Ad aprile, Cavour supervisionò l'incorporazione della piccola flotta toscana nella Marina sarda. Immediatamente dopo che la flotta toscana fu integrata nella Marina del Regno di Sardegna, Cavour fece un ordine alla Société Nouvelle des Forges e Chantiers de la Méditerranée per costruire due navi da guerra corazzate a Tolone. Queste due navi sarebbero diventate la classe Formidabile, le prime vere corazzate a servire nella penisola italiana. Mentre potenze straniere come l'Austria osservarono da vicino la crescita della Sardegna e l'espansione del suo esercito, il consolidamento della Marina sarda dopo l'incorporazione di più stati in tutta la penisola italiana ricevette molta meno attenzione. Ciò permise a Cavour di continuare il suo lavoro incorporando le varie flotte che la Sardegna ereditò quando sempre più stati italiani si unirono al regno in crescita.
La conquista del Regno delle Due Sicilie da parte di Garibaldi segnò l'inizio della trasformazione della Marina Sarda nella Regia Marina italiana. Quando il rivoluzionario italiano sbarcò in Sicilia nel maggio 1860, solo due navi a vapore erano a disposizione dei suoi mille volontari. Quando Garibaldi conquistò l'isola, aveva ottenuto oltre 12 navi a vapore di vario tipo che avrebbero poi aiutato a trasportare il suo esercito attraverso lo stretto di Messina nel sud Italia. Questi numeri furono sostenuti dalla diserzione della maggior parte della Marina napoletana nel luglio 1860. In seguito alla conquista di Napoli da parte di Garibaldi a settembre, il resto della Marina napoletana fu consegnato a Carlo Pellion di Persano per essere incorporato nella Marina della Sardegna.
Il resto dell'Italia meridionale cadde in breve tempo e nel marzo 1861 fu proclamato il Regno d'Italia. A questo punto, la stragrande maggioranza delle ex marine dei vari stati italiani era stata ceduta alla Marina sarda. Due settimane dopo l'istituzione del Regno d'Italia, la Regia Marina italiana fu creata come un'unica forza navale unificata per il regno appena formato. Cavour chiese immediatamente alla Camera dei deputati italiana un budget senza precedenti di 20.000.000 lire per espandere la Marina Regia oltre le sue navi appena acquisite. I fondi sarebbero stati inoltre utilizzati per costruire corazzate aggiuntive e per stabilire una base navale italiana ad Ancona, sul mare Adriatico.. Tutto era pronto per il programma di armamenti navali italiano.

### Sviluppo della Marina imperiale austriaca: 1854-1860

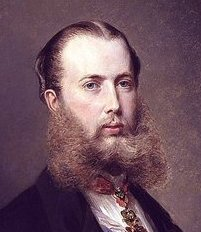
L'arciduca Ferdinando Massimiliano d'Austria prestò servizio come comandante in capo della Marina imperiale austriaca all'inizio della corsa agli armamenti.

Già prima dell'Unità d'Italia, la Marina imperiale austriaca aveva subito un'espansione quando l'arciduca Ferdinando Massimiliano d'Austria (il futuro imperatore Massimiliano I del Messico) venne promosso all'ufficio di Kontreadmiral (contrammiraglio) e alla carica di Oberkommandant der Marine (comandante in capo della Marina) nel settembre 1854. All'età di 22 anni, Ferdinando Massimiliano divenne il più giovane Oberkommandant nella storia della Marina imperiale austriaca, essendo un anno più giovane di quando l'arciduca Federico d'Austria assunse il comando della marina dieci anni prima. Nonostante la sua età e la sua mancanza di esperienza nella battaglia o nel comando in alto mare, Ferdinando Massimiliano fu descritto dallo storico navale Lawrence Sondhaus come "il leader più dotato che la marina avesse mai avuto, o che avrebbe mai potuto avere". Ferdinando Massimiliano lavorò duramente per separare la Marina imperiale austriaca, alla sua dipendenza, dall'esercito austriaco imperiale, che aveva il controllo nominale sui suoi affari. Come fratello minore di Francesco Giuseppe I, Ferdinando Massimiliano ricevette una grande libertà dall'imperatore nel gestire la marina a suo piacimento, soprattutto per quanto riguarda la costruzione e l'acquisizione di nuove navi da guerra.
Ferdinando Massimiliano iniziò immediatamente a lavorare per espandere la Marina imperiale austriaca. I timori di una dipendenza eccessiva dai cantieri stranieri per fornire le navi da guerra gli permise di convincere suo fratello ad autorizzare la costruzione di un nuovo bacino di carenaggio a Pola e l'espansione dei cantieri navali esistenti a Trieste. Inoltre, Ferdinando Massimiliano iniziò un ambizioso programma di costruzione nei porti di Pola, Trieste e Venezia, il più grande che l'Adriatico avesse visto dalle guerre napoleoniche. Nel 1855, una nave di linea con elica a vite era in costruzione a Pola dopo le fallite offerte di costruzione della nave con le società britanniche e americane di costruzioni navali, mentre due fregate e due corvette erano in costruzione rispettivamente a Trieste e Venezia.
Nella primavera del 1855, la Marina imperiale austriaca era composta da quattro fregate, quattro corvette e due piroscafi a servizio attivo nel Mar Mediterraneo. Questa sarebbe stata la più grande flotta austriaca da prima della guerra di successione austriaca oltre 100 anni prima. Nonostante questi sforzi, tuttavia, la Marina imperiale austriaca era ancora considerevolmente più piccola delle sue controparti francese, britannica o sarda. In effetti, la Marina imperiale austriaca stava ancora tentando di mettersi al passo con gli sviluppi tecnologici emersi nella prima metà del XIX secolo per quanto riguarda l'energia a vapore, quando l'emersione della batteria galleggiante francese corazzata Dévastation divenne di interesse internazionale, dopo il suo uso durante la guerra di Crimea nell'ottobre 1855. La Dévastation avrebbe segnato l'inizio della progressiva affermazione di navi da guerra corazzate nel corso del decennio successivo.
A seguito della sconfitta dell'Austria durante la seconda guerra d'indipendenza italiana, Ferdinando Massimiliano propose un programma di costruzione navale ancora maggiore di quello che aveva avviato al momento della sua nomina a Oberkommandant der Marine. Questa flotta sarebbe stata abbastanza grande, non solo per mostrare la bandiera austriaca in tutto il mondo, ma anche per proteggere la sua marina mercantile e contrastare qualsiasi ambizione adriatica del crescente Regno di Sardegna. Tuttavia, le riforme costituzionali in Austria dopo la sconfitta militare di quell'estate, così come l'introduzione di corazzate nelle marine del mondo, avrebbero reso la proposta più costosa di quanto avesse inizialmente previsto. Mentre all'arciduca era stata precedentemente lasciata mano libera sugli affari navali, e aveva goduto di una dotazione senza precedenti di nuovi fondi per completare i suoi vari progetti di espansione e modernizzazione, le difficoltà finanziarie dell'Austria nel periodo immediatamente successivo alla guerra interruppero i suoi piani. Nonostante questi ostacoli, l'avvio del programma di armamenti navali italiano tra il 1860 e il 1861, insieme con i timori austriaci di un'invasione italiana o dello sbarco diretto contro Venezia, Trieste, l'Istria e la costa dalmata, necessitava di una risposta navale austriaca per contrastare la crescente forza della Regia Marina.

## Inizio della corsa agli armamenti austro-italici

### Reazione austriaca all'unità d'Italia

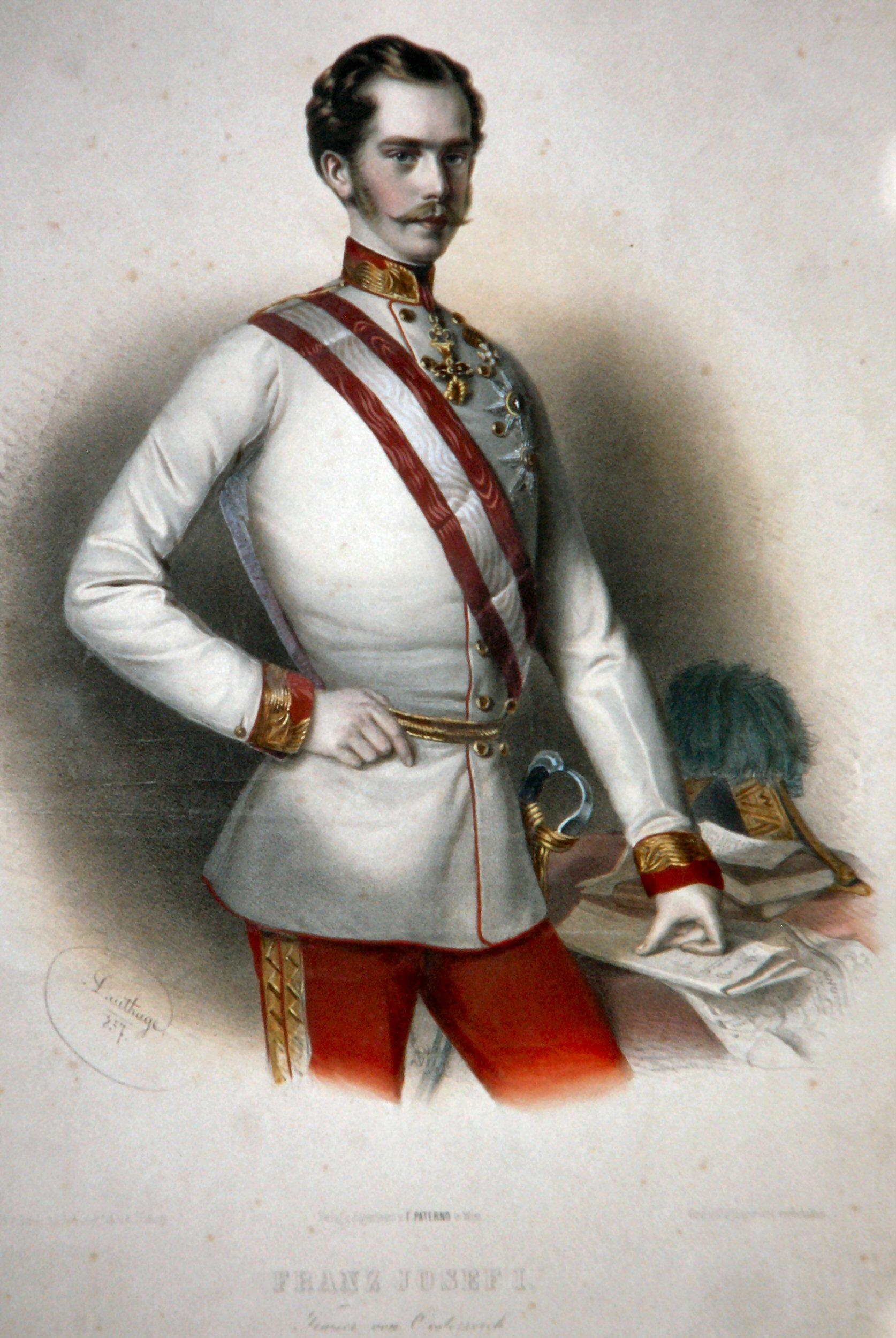
Francesco Giuseppe I, imperatore d'Austria

La sconfitta dell'Austria nella seconda guerra d'indipendenza italiana nel 1859 segnò la fine della divisione della penisola italiana in stati indipendenti. Man mano che il Regno di Sardegna annetteva rapidamente le Province Unite del Centro Italia all'inizio del 1860, la rapida crescita del territorio e delle forze armate della Sardegna guadagnò rapidamente l'attenzione del governo austriaco a Vienna. Mentre l'imperatore austriaco Francesco Giuseppe I ordinò all'esercito di mobilitarsi in previsione di un potenziale attacco sardo diretto a Venezia, poca attenzione fu data alla crescita parallela della Marina sarda, che stava ereditando le flotte dei diversi stati italiani.
Quando nel maggio del 1860 iniziò la conquista del Regno delle Due Sicilie da parte di Garibaldi, l'impero austriaco rispose richiamando la sua piccola flotta di stanza nel Levante sotto il comando del Fregattenkapitän Wilhelm von Tegetthoff. Il Kontreadmiral Bernhard von Wüllerstorf-Urbair dispiegò quindi la Marina imperiale austriaca nelle acque al largo di Napoli per impedire a Garibaldi di attaccare la città via mare. Tuttavia, la defezione della Marina napoletana e il rapido avanzamento di Garibaldi nella penisola italiana dopo aver sbarcato in Calabria rese questa flotta inutile. La flotta austriaca fu invece incaricata di trasportare il re Francesco II da Napoli a Gaeta.
L'annessione della Sardegna della maggior parte dell'Italia centrale all'inizio del 1860 aveva destato preoccupazione per l'Impero austriaco, ma il crollo del Regno delle Due Sicilie in pochi mesi provocò una crisi diplomatica e militare a Vienna. Mentre Garibaldi finì le sue conquiste, l'esercito sardo invase lo Stato Pontificio e la marina sarda entrò nell'Adriatico per bloccare il porto di Ancona. L'impero austriaco considerava le navi da guerra sarde nell'Adriatico come un atto apertamente ostile e la paura che Garibaldi potesse continuare le sue campagne militari tentando uno sbarco in Istria o sulla costa dalmata, provocò un allarme ancora maggiore. Il governo austriaco sapeva che queste terre erano considerate Italia irredenta da rivoluzionari come Garibaldi, a causa dei loro legami storici con l'ex Repubblica di Venezia. A peggiorare le cose, Garibaldi aveva diverse centinaia di volontari ungheresi nei ranghi del suo esercito. Vienna calcolò che se uno sbarco lungo la costa austriaca da parte di Garibaldi avesse avuto successo, tutte le parti meridionali e orientali del paese sarebbero potute potenzialmente esplodere in rivoluzione, proprio come le rivoluzioni del 1848 che fecero quasi sfaldare completamente l'Impero austriaco.
Queste preoccupazioni furono così grandi che nel settembre del 1860, l'imperatore Francesco Giuseppe I emise un ordine alla Marina imperiale austriaca che prevedeva che a tutte le navi sarde di qualsiasi tipo fosse vietato l'ingresso in qualsiasi porto controllato dall'Austria. Francesco Giuseppe ordinò anche che qualsiasi nave identificata come trasportatrice di Garibaldi o dei suoi uomini fosse "trattata come pirata, indipendentemente dalla bandiera". Mentre le tensioni si allentarono leggermente in seguito al ritiro della Marina sarda da Ancona ad ottobre dopo che la città cadde, continuarono i timori austriaci di una potenziale invasione navale. L'impero austriaco rifiutò di riconoscere i cambiamenti territoriali dal trattato di Zurigo, ma il sostegno delle altre potenze europee si era rivelato insufficiente per impedire l'unificazione dell'Italia. La Francia e il Regno Unito furono bloccati nella loro corsa agli armamenti navali all'epoca, il che significava che l'unico supporto che gli inglesi erano in grado di fornire erano fermi impegni contro un attacco italiano in Istria o in Dalmazia. Ciò fu sufficiente per impedire al governo sardo di approvare eventuali spedizioni dirette verso queste due regioni e i timori a Vienna di un'invasione navale italiana svanirono nel 1861. Tuttavia, l'impero austriaco si rifiutò di riconoscere la proclamazione del Regno d'Italia il 17 marzo 1861, né il riconoscimento del re Vittorio Emanuele II di essere il "re d'Italia", titolo che era stato lasciato vacante dall'abdicazione di Napoleone I nel 1814.

### La Marina Regia ordina le sue prime corazzate

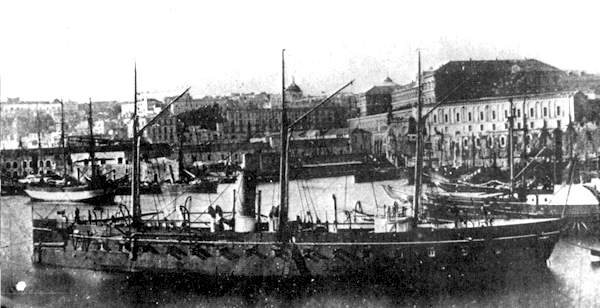
La corazzata Terribile della classe Formidabile. Le navi di questa classe furono le prime corazzate della Regia Marina Italiana e la loro costruzione segnò l'inizio della corsa agli armamenti navali austro-italiana.

Il programma corazzato italiano iniziò prima ancora che esistesse un "Regno d'Italia". Le prime due navi da guerra corazzate nella penisola italiana, le corazzate di ferro Formidabile e Terribile della classe Formidabile, furono ordinate da Cavour nella primavera del 1860, prima che Garibaldi approdasse in Sicilia. Le navi erano state originariamente destinate a servire da blindati batterie galleggianti, e i loro modelli erano stati quindi in base alla classe francese Dévastation, che si era guadagnata il riconoscimento alla battaglia di Kinburn durante la guerra di Crimea. Nonostante questi piani, la rapida espansione del Regno di Sardegna e la successiva unificazione dell'Italia portarono alla conversione delle navi in corazzate. Questo cambiamento segnò la direzione della politica estera e navale italiana negli anni immediatamente successivi alla formazione del Regno d'Italia, poiché le navi miravano a sconfiggere la Marina imperiale austriaca in combattimento aperto. In effetti, anche dopo l'unificazione dell'Italia e l'istituzione di un unico Regno d'Italia nel 1861, molti italiani credevano che il Risorgimento non fosse stato ancora completo, poiché l'Impero austriaco possedeva ancora diversi territori di lingua italiana, in particolare Venezia.
La Terribile sarebbe stata la prima corazzata italiana ad essere commissionata alla Regia Marina, unendosi alla flotta nel settembre 1861. Fu presto seguita dalla sua nave gemella Formidabile, che fu commissionata nel maggio 1862, lo stesso mese in cui la prima corazzata austriaca, la Salamander, era stata commissionata dalla Marina imperiale austriaca.

### La marina imperiale austriaca risponde
Mentre l'Austria continuava a rifiutare di concedere il riconoscimento diplomatico del nuovo Regno d'Italia, non poteva continuare a ignorare la minaccia che il programma di espansione navale della Regia Marina, sotto la direzione di Cavour, rappresentava per la costa austriaca. In risposta alla costruzione della classe italiana Formidabile, l'arciduca Ferdinando Massimiliano ordinò personalmente la costruzione delle corazzate di ferro di classe Drache alla fine del 1860. Queste navi, costruite da una società di costruzioni navali con sede a Trieste, sarebbero le prime navi da guerra corazzate della Marina imperiale austriaca. L'Austria aveva preso in considerazione la costruzione di corazzate di ferro prima della classe Drache, ma il costo delle offerte britanniche di costruzione navale nel dicembre 1858 portò il Kontreadmiral Ludwig von Fautz a respingere le offerte. Tuttavia, la progressiva affermazione del programma corazzato italiano portò a rendere questi dubbi secondari di fronte alla minaccia rappresentata dalla Regia Marina.
Gli ostacoli finanziari, logistici e politici che Ferdinando Massimiliano dovette superare per costruire la classe Drache erano enormi. L'Austria aveva recentemente perso Eugène Sandfort, il direttore della costruzione navale di origine francese della Marina imperiale austriaca, che aveva rassegnato le dimissioni durante la seconda guerra d'indipendenza italiana. Di solito, la Marina austriaca avrebbe semplicemente effettuato un ordine per le navi da un cantiere navale straniero, ma il valore decrescente del fiorino austriaco negli anni immediatamente successivi alla guerra non permise a Ferdinando Massimiliano di seguire l'esempio di Cavour e cercare di costruire le navi di cui aveva bisogno all'estero. Ferdinando Massimiliano fu quindi costretto a costruire le prime corazzate austriache usando le risorse che l'impero austriaco aveva a disposizione. Sebbene questo progetto sarebbe stato senza dubbio una grande sfida, dal momento che l'Austria non aveva mai posseduto navi da guerra corazzate in passato, tanto meno costruite da zero, l'Arciduca aveva a disposizione gli strumenti per un'impresa così ambiziosa. All'epoca il cantiere navale Navale Adriatico di Trieste era di proprietà del governo austriaco, mentre altri cantieri del Litorale austriaco avevano entrambi esperienza nella costruzione di motori sufficientemente grandi da alimentare teoricamente le corazzate che Ferdinando Massimiliano desiderava costruire. Allo stesso modo, l'Austria Interiore possedeva miniere di ferro e acciaierie necessarie per realizzare l'armatura per le navi da guerra. Inoltre, la Marina imperiale austriaca poteva contare sul proprio gruppo di ingegneri per progettare le navi, poiché Ferdinando Massimiliano aveva inviato un gruppo di cadetti navali, guidati da Josef von Romako, per studiare architettura navale a Copenaghen poco prima della guerra.
Ferdinando Massimiliano ordinò le navi e i loro motori nel dicembre 1860 ai cantieri navali nazionali. Questo lavoro fu svolto prima che qualsiasi approvazione formale per il progetto potesse essere concessa da Francesco Giuseppe I, ma nel febbraio 1861 l'imperatore permise che la costruzione continuasse. Dieci giorni più tardi, l'imperatore privatizzò anche il cantiere navale dell'Adriatico, al fine di aumentare l'interesse del settore privato per il programma di armamenti navali dell'Austria.
Assicurare i contratti per l'armatura delle navi sarebbe stato più difficile. Ferdinando Massimiliano aveva commissionato un ordine per l'armatura con ferro battuto domestico, ma la quantità di ferro necessaria per le navi e la tempistica relativa al progetto di costruzione erano al di là delle capacità del settore. Di conseguenza, l'arciduca fu costretto a cercare in Francia il rivestimento di ferro richiesto dalle sue nuove navi da guerra. Le sue aperture alle ditte francesi dovettero essere mantenute segrete a causa del divieto di esportazione di armature emesso dall'imperatore francese Napoleone III, che desiderava preservare le risorse francesi per i progetti corazzati della Francia. I soldi per pagare l'armatura costruita in Francia che sarebbe stata utilizzata sulle navi di classe Drache furono quindi forniti tramite agenti austriaci che operavano fuori Ginevra. Dopo essere stata inviata a Marsiglia per la spedizione, l'armatura fu posta a bordo di navi mercantili battenti bandiere né francesi né austriache. L'intera operazione fu mantenuta così segreta che nemmeno i capitani delle navi che trasportavano le targhe sapevano dove avrebbero consegnato il loro carico fino a poco prima di salpare. Nonostante il livello di segretezza impiegato, i funzionari francesi scoprirono l'operazione poco prima che la prima nave, la nave mercantile del Meclemburgo Grossfürstin Katharina, salpasse da Marsiglia. Sequestrarono la nave e il suo carico, inizialmente credendo che la nave stesse contrabbandando armi alle forze di Garibaldi in Italia. Dopo che il governo austriaco usò diplomazie parallele per negoziare con le autorità francesi, il carico fu rilasciato e alle navi fu permesso di lasciare Marsiglia senza ulteriori incidenti.
Quando la prima nave armata di classe Drache, la Salamander, fu commissionata alla Marina imperiale austriaca nel maggio 1862, fu la nave da guerra più costosa mai costruita per la Marina austriaca imperiale. Lei e la sua sorella, la nave Drache, costarono 2.300.000 fiorini ciascuna, una quantità sbalorditiva di denaro all'epoca e oltre sei volte il costo delle precedenti navi da guerra austriache. Nonostante la costosa natura delle navi coinvolte, e prima che gli austriaci o gli italiani avessero commissionato una singola nave nelle rispettive marine, in entrambi i paesi erano già stati fatti piani per sviluppare navi da guerra più corazzate, ognuna per equilibrare la forza navale dell'altra potenza.

## Escalation della corsa agli armamenti
| Anno                                                                               | Navi                                                        | Anno | Navi                                              |
| ---------------------------------------------------------------------------------- | ----------------------------------------------------------- | ---- | ------------------------------------------------- |
| 1860                                                                               | Formidabile Terribile                                       | 1862 | Regina Maria Pia San Martino Castelfidardo Ancona |
| 1861                                                                               | Principe di Carignano                                       | 1863 | Conte Verde Roma Venezia Affondatore              |
| 1861                                                                               | Messina Re d'Italia Re di Portogallo                        | 1863 | Erzherzog Ferdinand Max Habsburg                  |
| 1861                                                                               | Drache Salamander Kaiser Max Prinz Eugen Don Juan d'Austria | 1865 | Principe Amedeo Palestro                          |
| Legenda: Regno di Sardegna (1860–1861) Regno d'Italia (1861-1866) Impero austriaco |                                                             |      |                                                   |
| Si noti che le date si riferiscono a quando furono impostate le navi.              |                                                             |      |                                                   |

### Ordini corazzati austriaci e italiani nel 1861
Con la messa in servizio delle corazzate di classe Drache, sia l'Impero austriaco che il Regno d'Italia possedevano almeno una nave da guerra corazzata, con altre in costruzione. Nel corso dei successivi cinque anni, la corsa agli armamenti corazzati tra i due paesi sarebbe cresciuta soltanto, poiché ogni paese lavorava per ottenere un vantaggio navale rispetto all'altro. Mentre le navi di classe Drache erano ancora in costruzione a Trieste, Ferdinando Massimiliano iniziò a lavorare per assicurarsi i finanziamenti necessari per continuare il programma di navi corazzate austriaco.
Nell'aprile del 1861, l'arciduca elaborò i suoi primi piani per una marina austriaca imperiale moderna e blindata. Nella sua richiesta all'imperatore Francesco Giuseppe I, sostenne che quasi tutte le sfide diplomatiche e militari austriache potevano essere affrontate impegnandosi in un vasto programma di costruzioni di corazzate. La sua proposta delineava una flotta da battaglia di nove corazzate, con altre sette navi da guerra da unire alle due navi di classe Drache nell'autunno del 1863. Ferdinando Massimiliano scrisse che la recente rivoluzione tecnologica negli affari navali, causata dall'emergere di corazzate, forniva un nuovo punto di partenza in cui la Marina imperiale austriaca potesse sviluppare navi da guerra più recenti della stessa scala e ritmo delle altre Grandi Potenze d'Europa, poiché le vecchie navi di legno di qualsiasi tipo o nazionalità erano state rese obsolete dalle nuove navi corazzate.
Ferdinando Massimiliano era sicuro di includere i vantaggi diplomatici derivanti dall'impegnarsi in un ambizioso programma di costruzioni di corazzate. Sosteneva che la costruzione di altre sette corazzate entro il 1863 avrebbe consentito alla Marina imperiale austriaca di possedere una flotta grande un terzo di quella della Marina francese, considerata una delle più grandi e più forti del mondo. Questa nuova flotta avrebbe aumentato così il valore di qualsiasi alleanza militare che l'Austria avrebbe stretto con le altre potenze europee, e potenzialmente avrebbe posto fine all'isolamento diplomatico che l'Impero stava affrontando dalla guerra di Crimea. Inoltre, la necessità per l'Austria di costruire queste navi da guerra era urgente agli occhi di Ferdinando Massimiliano, poiché il governo italiano stava dedicando ingenti somme di denaro alla costruzione di corazzate per la Regia Marina.
Mentre Ferdinando Massimiliano stava preparando i piani per il programma corazzato dell'Austria, la Regia Marina stava già eseguendo il proprio programma. In seguito alla costruzione della classe Formidabile con un altro ordine per ulteriori navi da guerra, Cavour incontrò il costruttore navale di New York William H. Webb a Torino alla fine del 1860, e concluse un accordo per il suo cantiere per costruire due fregate blindate, che alla fine diventarono le corazzate Re d'Italia e Re di Portogallo della classe Re d'Italia. L'accordo di Cavour con Webb fu reso segreto di stato, e solo dopo la sua morte, avvenuta nel giugno 1861, i contratti per le navi furono firmati dal generale Luigi Menabrea, che succedette a Cavour a capo della Regia Marina. La Re d'Italia fu la prima nave della classe ad essere varata a New York City nel novembre 1861 e la sua nave gemella Re di Portogallo seguì a dicembre.

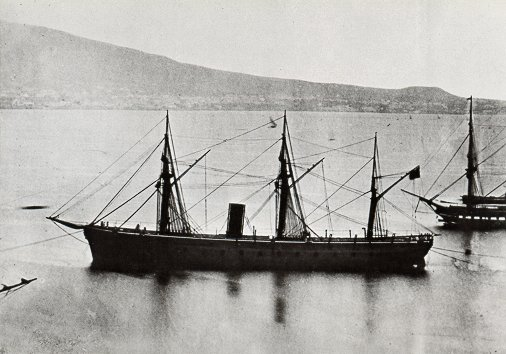
Una corazzata della classe Re d'Italia, la seconda classe italiana di navi da guerra corazzate e la prima ad essere originariamente progettata come tale

La notizia del progetto italiano, che divenne pubblica nell'agosto 1861, scatenò il panico a Vienna. Appena quattro mesi prima, il Reichsrat austriaco aveva respinto il programma di espansione navale di Ferdinando Massimiliano, assegnando all'Arciduca solamente 6.000.000 fiorini per gestire la Marina imperiale austriaca nel 1862. Il mese seguente, Ferdinando Massimiliano informò il Consiglio dei ministri austriaco a Vienna sull'espansione navale italiana. Disse al consiglio che la Marina imperiale austriaca aveva bisogno di un budget di 15.100.000 fiorini per l'anno 1862, oltre il doppio di quello che era stato assegnato all'inizio di quell'anno. Ferdinando Massimiliano sostenne che i fondi aggiuntivi erano necessari per costruire altre tre corazzate in breve tempo, affinché l'Austria non rimanesse indietro rispetto al suo vicino italiano. Il programma modificato dell'Arciduca avrebbe dato all'Impero austriaco una marina che riteneva in grado di sconfiggere la Marina Regia entro l'estate del 1862. Nonostante le obiezioni dei ministri delle finanze, dello stato e degli esteri austriaco, l'imperatore Francesco Giuseppe I approvò il programma in ottobre.
La costruzione della seconda classe di corazzate austriache iniziò così nell'ottobre 1861 dallo Stabilimento Tecnico Triestino. Ancora una volta progettata da Romako, le corazzate Kaiser Max, Prinz Eugen, e Don Juan d'Austria di classe Kaiser Max furono tutte destinate ad essere miglioramenti rispetto alla precedente classe Drache. Ogni nave fu progettata da Romako per essere più grande, con motori più potenti e trasportare una più grande batteria di cannoni rispetto alle loro predecessori. Avendo incontrato l'opposizione politica del Reichsrat austriaco nella prima parte dell'anno, quando chiese ulteriori fondi, Ferdinando Massimiliano tentò di far crescere il sostegno politico per la futura costruzione di corazzate con l'acquisto di alcuni blindati da un laminatoio a Celje di proprietà di Johann von Putzer, membro del Reichsrat. Allo stesso modo, le opere di Henckel von Donnersmarck furono commissionate per consegnare piastre di armatura per le corazzate, così come le stesse aziende francesi che avevano fornito l'armatura per la classe Drache. Ancora una volta, lo stesso sotterfugio fu impiegato per ottenere i piatti di fabbricazione francese e gli archi di ariete corazzati per le navi da guerra. Questi sforzi si dimostrarono molto più facili per gli agenti austriaci con base a Ginevra rispetto alla volta precedente, a causa della crescita del traffico di armi che seguì allo scoppio della guerra civile americana. In effetti, gli austriaci dovettero semplicemente presentarsi come agenti dell'unione o confederati per evitare di essere scoperti.

### Il dibattito austriaco sugli armamenti navali

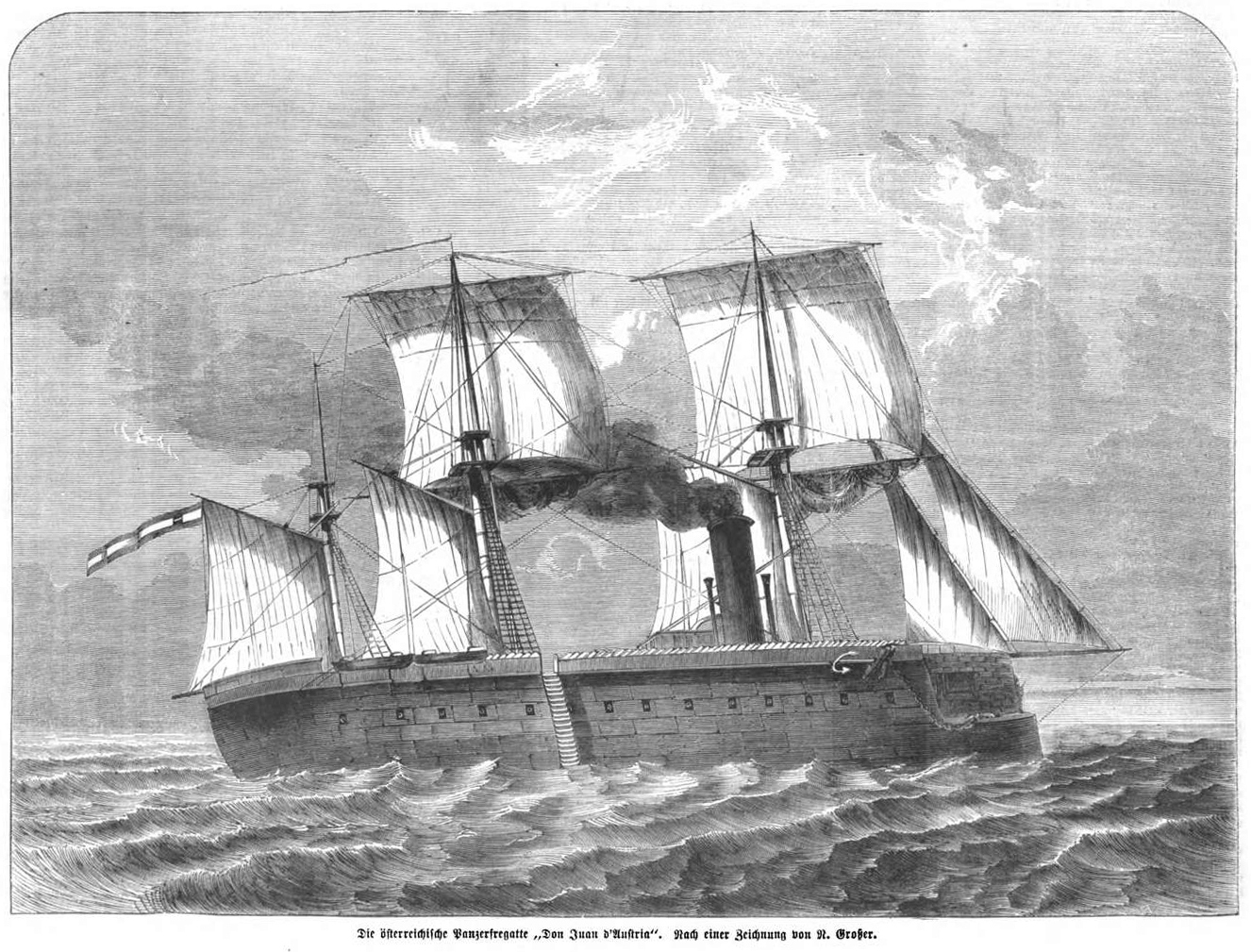
La corazzata don Juan d'Austria della classe Kaiser Max. Lei e le sue navi gemelle furono progettate come risposta dell'Austria alle corazzate di ferro italiane della classe Re d'Italia.

Mentre il sostegno dell'Imperatore Francesco Giuseppe I permise al progetto di Ferdinando Massimiliano di proseguire nonostante le obiezioni di vari ministeri austriaci e del Reichsrat, i danni politici causati dall'Oberkommandant der Marine che aggirava il tradizionale processo di bilancio minacciavano il futuro sviluppo della Marina imperiale austriaca. All'interno del Reichsrat furono fatte chiamate affinché Ferdinando Massimiliano fosse posto sotto la supervisione del governo. In quanto capo operativo e amministrativo della Marina imperiale austriaca, l'arciduca aveva un margine di manovra considerevole per realizzare obiettivi che lui stesso aveva la libertà di fissare. Nemmeno l'esercito austriaco imperiale aveva questo tipo di libertà politica e burocratica. Alla fine Ferdinando Massimiliano accettò di rimescolare i ruoli che ricoprì all'interno della Marina imperiale austriaca a condizione che si sarebbe formato un ministero navale per preservare i risultati raggiunti nell'ultimo mezzo decennio. Nel gennaio 1862, Francesco Giuseppe I istituì un nuovo ministero che avrebbe supervisionato gli affari sia della Marina imperiale austriaca, sia della marina mercantile austriaca, e diede il titolo al conte Matthais von Wickenburg. Con questo nuovo sistema, Ferdinando Massimiliano continuava a essere l'Oberkommandant der Marine, ma non era più responsabile della gestione politica della flotta. Questa mossa fu fatta ancora una volta in opposizione ai desideri dell'esercito imperiale austriaco e del Reichsrat.
Per colmare il divario tra spese navali e piani di costruzione con la volontà del Reichsrat, che l'anno prima aveva respinto le ambiziose proposte di Ferdinando Massimiliano, l'imperatore Francesco Giuseppe I accettò una proposta del conte di guerra August von Degenfeld di convocare una commissione speciale per guardare il ruolo della Marina imperiale austriaca nella politica estera e militare austriaca. La commissione avrebbe esaminato anche le varie proposte per la direzione della marina, al fine di includere il progetto di corazzate di Ferdinando Massimiliano. L'imperatore convocò questa commissione a febbraio. La domanda chiave che Francesco Giuseppe I fece alla commissione era se fosse essenziale o meno mantenere la Marina imperiale austriaca affinché l'Austria rimanesse una grande potenza in Europa, se fosse necessario che la marina si espandesse alle stesse dimensioni della Regia Marina, indipendentemente dal fatto che la marina dovesse o passare alla definizione della difesa costiera, in contrapposizione al combattimento in mare con l'Italia in caso di guerra.
Si formarono rapidamente due fazioni: quelli che sostenevano il programma corazzato di Ferdinando Massimiliano e desideravano continuare la corsa agli armamenti con l'Italia, e quelli che sostenevano la transizione della Marina imperiale austriaca in una forza di difesa costiera centrata sulla protezione dell'Impero austriaco dall'invasione navale invece di assicurare le battaglie sull'Adriatico contro la Regia Marina. Le linee politiche e nazionaliste contribuirono a dividere i due campi. Tra coloro che si opponevano al programma corazzato della marina c'erano i liberali tedeschi dall'interno austriaco e del Sudetenland, così come altre nazionalità provenienti dalle parti interne dell'Impero che avevano poco interesse a espandere la potenza austriaca sul mare. Il leader della fazione di difesa anti-corazzata e pro-costiera era Karl Möring, un ex ingegnere dell'esercito austriaco con esperienza nell'artiglieria pesante. Möring sosteneva che le nuove fortificazioni e l'artiglieria costiera sarebbero state sufficienti a difendere i limitati interessi marittimi austriaci e le sue coste, e che le ingenti somme di denaro che Ferdinando Massimiliano stava sostenendo le spese per la costruzione di navi da guerra corazzate sarebbero state spese meglio altrove. Möring arrivò al punto di pubblicare un opuscolo che attaccava apertamente il programma dell'arciduca, definendolo uno spreco di finanze e risorse austriache, sostenendo anche che una flotta da battaglia corazzata non avrebbe avuto alcun valore contro l'Italia in caso di guerra, siccome i combattimenti decisivi che l'Austria avrebbe combattuto in un tale conflitto sarebbero stati sulla terra.
Alla riunione della commissione nel marzo 1862, Degenfeld non era d'accordo con l'analisi di Möring e dichiarò che era imperativo per la Marina austriaca imperiale possedere una flotta corazzata potente come la Marina Regia. Matthais von Wickenburg, recentemente nominato ministro della Marina, sostenne con forza che le proposte di costruzione di corazzate di Ferdinando Massimiliano fossero essenziali per proteggere la crescente marina mercantile austriaca e che ignorare il commercio marittimo austriaco favorendo la difesa costiera avrebbe danneggiato l'economia austriaca. Nonostante questi argomenti, il ministro degli esteri austriaco Johann von Rechberg si oppose fermamente alla costruzione di ulteriori corazzate, sostenendo sulla stessa linea di Möring che "l'Austria è una terra, il cui destino in caso di guerra sarà determinato sulla terra".
Rechberg iniziò il secondo incontro della commissione attaccando la proposta di Ferdinando Massimiliano per motivi finanziari, sostenendo che la Marina imperiale austriaca aveva superato drasticamente le assegnazioni finanziarie nell'ultimo decennio, con la marina che aveva costantemente superato i limiti monetari posti sotto la Legge della Marina del 1850. Queste argomentazioni furono confutate da Wickenbug e Degenfeld sulla base del fatto che la Legge della Marina del 1850 era stata modificata nel 1858 e che i grandi progressi tecnologici che avevano avuto luogo dalla prima guerra d'indipendenza italiana avevano richiesto anche una maggiore spesa navale, poiché le corazzate erano molto più costose delle tradizionali navi di legno. Le argomentazioni contro l'espansione della marina sulla base del fatto che l'allocazione di fondi aggiuntivi per la costruzione di nuove corazzate avrebbe potuto influire negativamente sull'esercito imperiale austriaco furono respinte dai membri e con un voto di sei contro cinque la commissione votò per sostenere l'obiettivo di mantenere una marina austriaca imperiale grande quanto la Regia Marina italiana. La commissione aveva votato a favore dell'adozione della maggior parte del programma corazzato di Ferdinando Massimiliano, ma solo con un margine limitato di un solo voto di differenza, mettendo ancora in dubbio il futuro del programma corazzato austriaco.

### Il dibattito italiano sugli armamenti navali

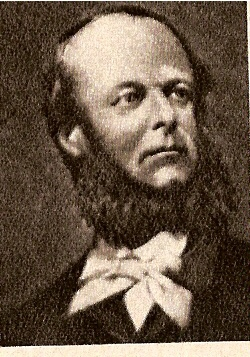
L'ammiraglio italiano Carlo Pellion di Persano. Persano sostenne il programma di armamenti italiano e in seguito comandò le forze italiane nella battaglia di Lissa.

La morte del primo ministro italiano Cavour nel giugno 1861 fu una grave battuta d'arresto per lo sviluppo della Regia Marina italiana. Mentre Menabrea, il nuovo capo della marina, si era assicurato l'accordo su cui Cavour aveva lavorato per la costruzione delle corazzate di ferro della classe Re d'Italia da costruire a New York City, non credeva personalmente nel valore delle navi da guerra e lavorò per annullare l'accordo subito dopo averlo firmato. Infatti, Menabrea dubitava del valore delle navi da guerra corazzate e nei mesi successivi alla morte di Cavour, tentò di dirottare la Marina Regia lontano dalla costruzione di corazzata verso i tradizionali design in legno. Menabrea fu supportato nel suo scetticismo da Nino Bixio, un veterano e organizzatore chiave della spedizione dei Mille di Garibaldi, che aveva precedentemente prestato servizio nella Marina sarda, prima dell'Unità d'Italia. Trovarono opposizione nel Vice Ammiraglio Persano, che aveva ottenuto il riconoscimento per i suoi sforzi nel bloccare Ancona e Gaeta durante la conquista di Garibaldi del Regno delle Due Sicilie e l'invasione sarda dello Stato Pontificio seguente.
Simile alle loro controparti austriache, che stavano discutendo della praticità e dell'utilità di una flotta da battaglia corazzata, nell'autunno del 1861, Menabrea convocò una commissione navale intesa ad esaminare lo stato della Regia Marina e determinare il valore di continuare la costruzione di navi da guerra corazzate. La commissione concluse immediatamente che la Regia Marina doveva essere grande quanto le marine unite del Regno di Spagna e dell'Impero austriaco. Le preoccupazioni italiane per una potenziale alleanza austro-spagnola diretta allo smembramento del Regno d'Italia recentemente unificato e al ripristino dell'influenza storica che entrambe le nazioni avevano goduto sulla penisola italiana nei secoli passati, sebbene fosse infondata, causava molta preoccupazione tra il corpo degli ufficiali navali italiani. Questa paura era stata in parte causata dalla reazione ostile del governo spagnolo dopo la dichiarazione del Regno d'Italia. Gli spagnoli, governati dalla Casa di Borbone-Angiò, furono tra le prime nazioni a condannare l'invasione e l'annessione del Regno delle Due Sicilie, e si unirono all'Austria per negare il riconoscimento diplomatico sia del regno unificato sia della pretesa di Vittorio Emanuele del titolo di re d'Italia.
A differenza delle loro controparti austriache, la commissione navale italiana si oppose in modo schiacciante alla costruzione di ulteriori corazzate e sostenne una Marina Regia costruita attorno a pirofregate, navi di linea e altre navi non armate. Questa decisione poté in parte contribuire alla decisione di Menabrea di nominare membri della Commissione fra i più vecchi ammiragli italiani, che avevano meno esperienza con navi da guerra corazzate e avevano servito la maggior parte della loro carriera a bordo di navi di legno. Usando le loro raccomandazioni, Menabrea propose di costruire quattro navi di linea per la Regia Marina come parte del fulcro del piano navale italiano per il 1862-1865. Menabrea tentò di placare tutte le altre fazioni all'interno del governo italiano offrendo nel programma navale 1862-1865 che la Marina Regia acquistasse anche due corazzate dai cantieri britannici per coloro che sostenevano navi corazzate, dodici cannoniere per coloro che sostenevano la difesa costiera e diverse navi da trasporto per coloro che hanno sostenuto il proseguimento del Risorgimento sulle rive dell'Austria. Invece di conquistare le diverse fazioni navali in Italia, tuttavia, la proposta di Menabrea deluse quasi tutti e guadagnò pochi sostenitori all'interno della Camera dei deputati. La proposta non andò mai oltre le fasi di pianificazione, poiché Bettino Ricasoli, che era subentrato a Cavour come Primo Ministro, fu costretto a dimettersi dall'incarico nel marzo 1862. Urbano Rattazzi sostituì Ricasoli come Primo Ministro e scelse Persano come Ministro della Marina italiano. Persano andò rapidamente a lavorare sostituendo i piani della flotta di Menabrea con il piano di costruire altre navi da guerra corazzate.

### La battaglia di Hampton Roads

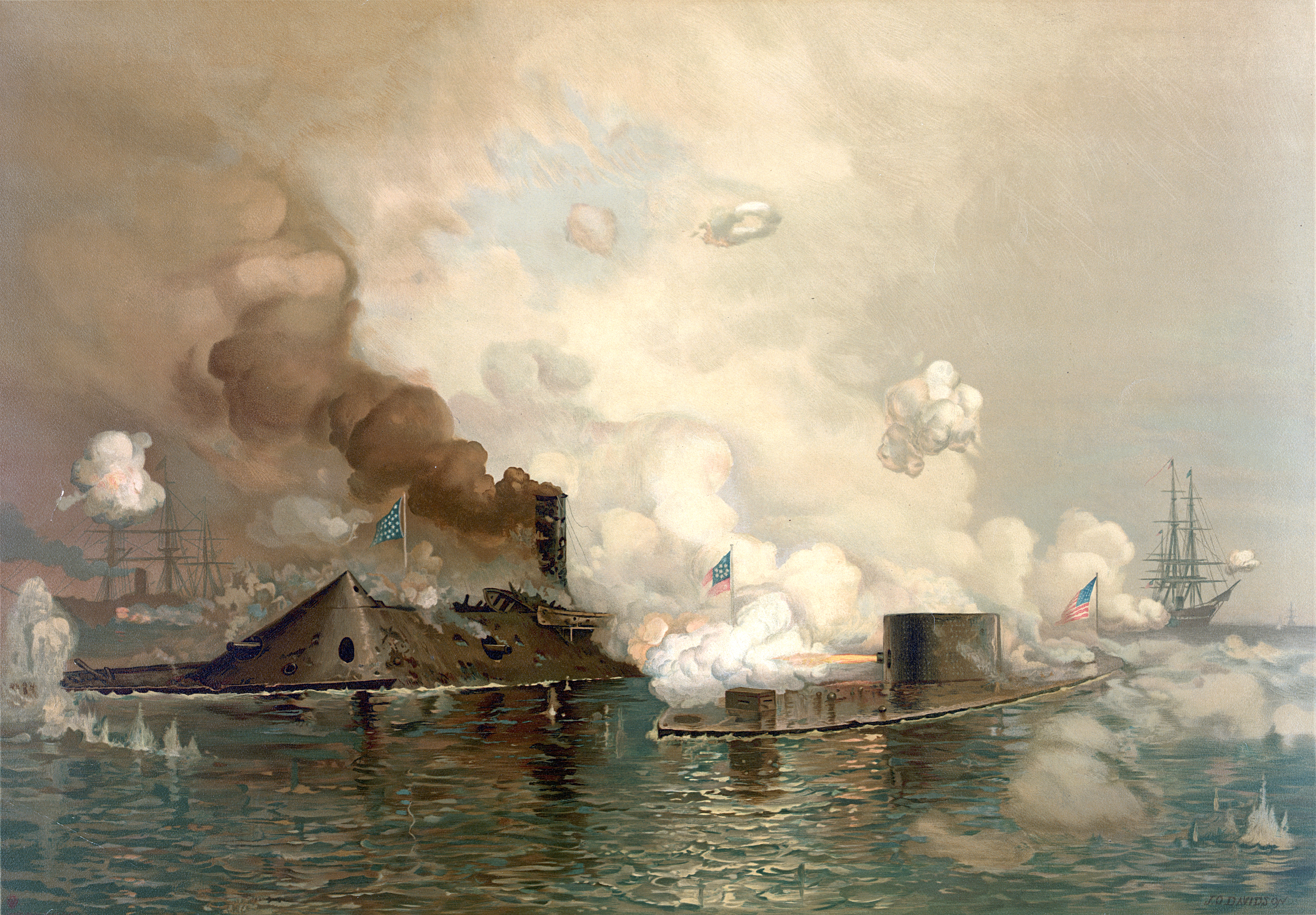
Un cromolitografo raffigurante la battaglia di Hampton Roads. La battaglia tra le corazzate CSS Virginia e USS Monitor ha cambiato per sempre la guerra navale e ha consolidato le decisioni sia austriache che italiane di continuare con i loro programmi corazzati.

Nell'aprile 1862, le notizie dall'altra parte dell'Oceano Atlantico sulla battaglia di Hampton Roads raggiunsero sia l'Italia che l'Austria. L'8 marzo 1862, la corazzata confederata CSS Virginia attaccò la flotta dell'Unione ancorata a Hampton Roads. Nella battaglia che ne seguì, la Virginia affondò le fregate a vela USS Congress e USS Cumberland. Il giorno successivo, la Virginia ingaggiò la corazzata USS Monitor e le due corazzate si combatterono a vicenda fino a un punto morto.
La battaglia fu il primo impegno in assoluto tra navi da guerra corazzate e la differenza tra il primo giorno della battaglia quando la Virginia distrusse facilmente due fregate di legno, rispetto al pareggio nella sua battaglia con la USS Monitor corazzata del giorno seguente, lasciò impressionate la maggior parte delle principali marine del mondo. In effetti, la battaglia aveva ricevuto attenzione in tutto il mondo. Le principali potenze navali, il Regno Unito e la Francia, fermarono l'ulteriore costruzione di navi con scafo in legno dopo aver ricevuto notizie sulla battaglia. L'uso di un piccolo numero di pistole molto pesanti, montate in modo da poter sparare in tutte le direzioni, fu mostrato dal USS Monitor, ma presto divenne standard nelle navi da guerra di tutti i tipi. I costruttori navali incorporarono anche arieti come quelli impiegati dalla USS Virginia nei progetti di scafi di navi da guerra in tutto il mondo. In Austria e in Italia, la battaglia di Hampton Roads avrebbe avuto un impatto decisivo sul futuro della corsa agli armati austro-italiana, influenzando la decisione di entrambe le nazioni di continuare con i loro programmi corazzati e comportando l'abbandono dei vascelli di legno per sempre.
In Austria, i risultati della battaglia furono così decisivi che Rechberg ribaltò completamente la sua opinione dopo aver appreso dell'incarico e chiese al Reichsrat di approvare tutte le nuove spese navali che Ferdinando Massimiliano aveva richiesto. A giugno, il Reichsrat austriaco approvò il budget dell'arciduca Ferdinando Massimiliano, ma ordinò all'Oberkommandant der Marine di tagliare le spese non legate alla formazione, alla costruzione navale e alla manutenzione delle navi. Il Reichsrat ordinò anche a Ferdinando Massimiliano di acquistare più carbone da fonti nazionali e di spedire navi da guerra solo raramente fuori dal Mar Mediterraneo. Per il 1863, alla Marina imperiale austriaca furono assegnati circa 8.900.000 fiorini, una somma enorme e di gran lunga superiore ai precedenti esborsi di bilancio per affari navali, ma questa era inferiore ai 10.900.000 fiorini che Ferdinando Massimiliano aveva inizialmente richiesto. In compenso, tuttavia, Wickenburg fu in grado di acquisire altri 4.000.000 fiorini dal Reichsrat per il bilancio della marina del 1862. A novembre, il disegno di legge è stato approvato e la Marina austriaca imperiale ricevette il budget più grande della storia.
In Italia, il nuovo governo italiano si riunì il 7 marzo 1862, proprio un giorno prima che la USS Virginia distruggesse le navi da guerra senza armamento dell'Unione. Quando la notizia della battaglia raggiunse il governo italiano, Persano si rivolse alla Camera dei deputati riguardo battaglia e sostenne che le quattro navi della linea di Menabrea erano tecnologicamente obsolete e che la Regia Marina invece doveva acquisire ulteriori corazzate. Il piano di Persano prevedeva l'acquisto di quattro corazzate dai cantieri francesi e la costruzione di tre corazzate aggiuntive nei cantieri nazionale. Questa proposta fu ulteriormente rivista a giugno, quando Persano si rivolse alla Camera dei deputati e condivise il suo sostegno per incorporare il precedente piano di Menabrea di acquistare due corazzate dai cantieri britannici, portando il numero totale di corazzate che la Regia Marina avrebbe costruito o acquistato entro il 1865 a nove.

## Preludio alla guerra

### Espansione degli armamenti italiana

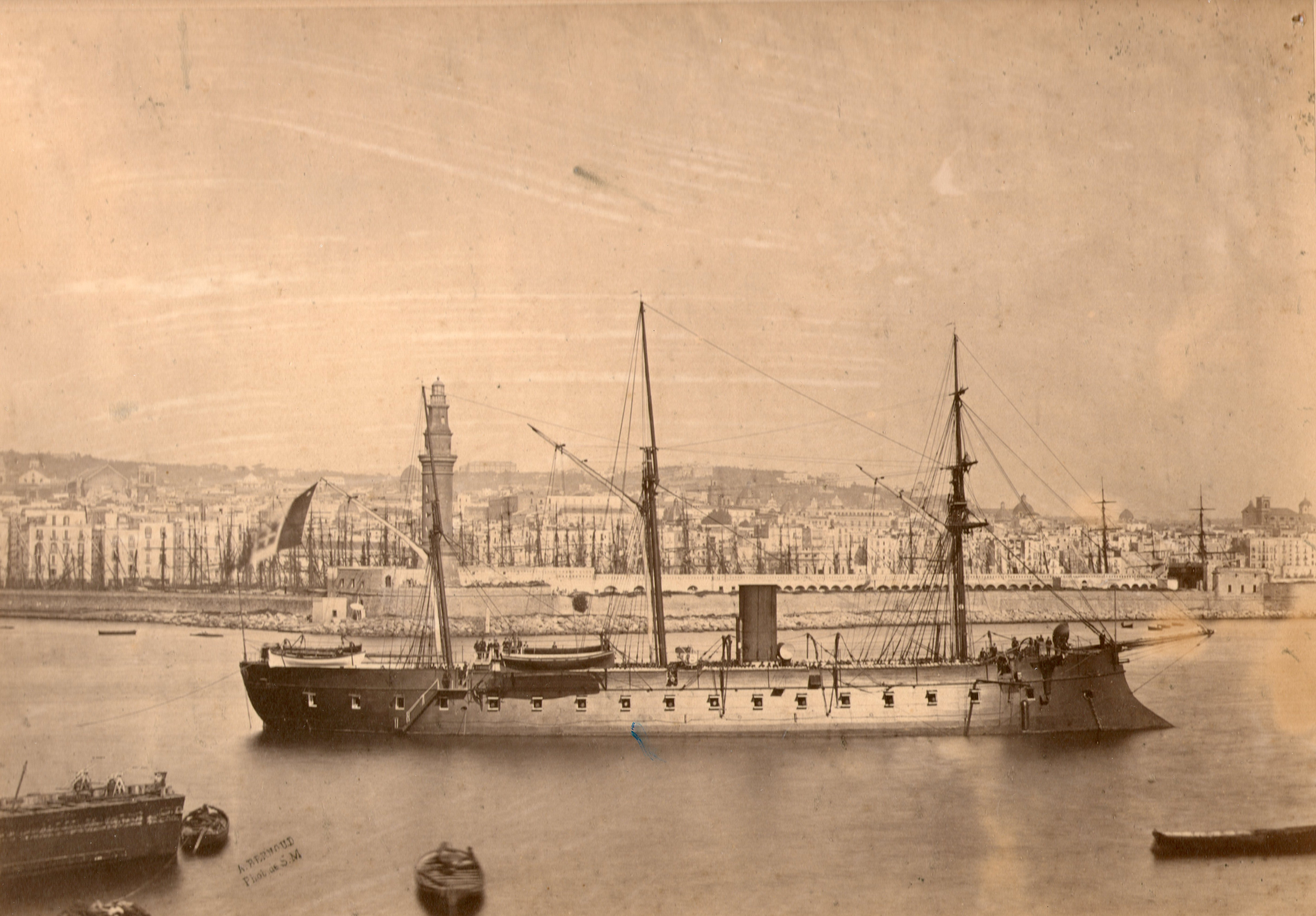
La corazzata italiana Castelfidardo a Napoli. La costruzione della Castelfidardo e delle sue navi gemelle segnò la seconda tappa del programma di armamenti italiano.

Una settimana dopo aver presentato il suo piano di armamenti alla Camera dei deputati, Persano ottenne l'approvazione dal gabinetto del Primo Ministro Rattazzi per procedere. Poco dopo, Persano firmò contratti per iniziare la costruzione nei cantieri navali francesi di quattro corazzate. Queste navi alla fine avrebbero formato la classe Regina Maria Pia. Tutte e quattro le navi furono progettate da architetti navali francesi, ma tre diversi cantieri navali furono usati per costruirle, con la Regina Maria Pia e la San Martino entrambe costruite nel cantiere della Société Nouvelle des Forges e Chantiers de la Méditerranée a La Seyne, mentre la Castelfidardo e la Ancona furono costruite rispettivamente nel cantiere navale Gouin et Guibert a Saint-Nazaire e nel cantiere navale Arman Brothers a Bordeaux.
Nell'ottobre 1862, Persano fece anche un ordine al cantiere navale britannico Mare di Millwall, a Londra, per un rostro a vapore corazzato. Progettato dall'ufficiale navale italiano Simone Pacoret de Saint-Bon, a causa di alcuni problemi finanziari legati alla costruzione della corazzata comportarono il trasferimento dell'ordine nel cantiere Harrison, anch'esso situato a Millwall. Saint-Bon aveva originariamente previsto che la nave fosse disarmata, basandosi solo sul suo ariete per affondare le navi nemiche, ma gli ingegneri di Harrison rividero il piano per includere due cannoni di grosso calibro. Mentre erano basati sul progetto della USS Monitor, gli italiani intendevano che Affondatore avesse due torrette anziché una. Sarebbe diventata la nave da guerra più costosa che Regia Marina avesse mai ordinato fino a quel momento. In effetti, i costi per la costruzione della corazzata furono così alti che Persano dovette sostituire le due corazzate costruite dagli inglesi che Menabrea aveva inizialmente richiesto per questa singola nave da guerra.
All'inizio del 1863, Persano si dedicò anche alla costruzione di una classe di corazzate costruite in patria. Poco dopo aver negoziato contratti per navi di costruzione francese e britannica, ordini per due corazzate della classe Roma furono piazzati con il Cantiere della Foce a Genova. Queste due navi, Roma e Venezia, erano solo la seconda classe di navi da guerra corazzate costruite sul territorio nazionale in Italia. Quando la costruzione delle navi sarebbe iniziata nel febbraio 1863, le marine straniere avevano iniziato a sperimentare le navi a batteria centrale, un progetto che scartò la consueta disposizione a bordo largo a favore di una batteria più corta situata a centro nave. Ciò permise alle navi della classe Roma di utilizzare una sezione significativamente più corta e molto più leggera dell'armatura laterale per proteggere le armi di ogni nave, il che a sua volta permise il trasporto di armi più pesanti e potenti.

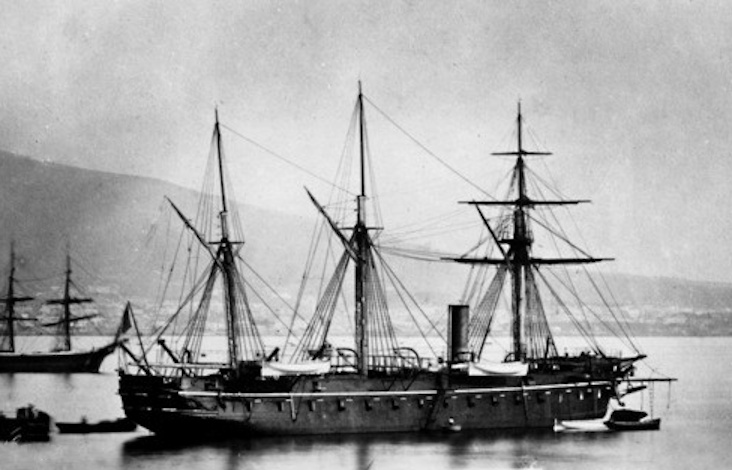
La corazzata italiana Principe di Carignano, nave principale della sua omonima classe

Nello stesso periodo della costruzione delle prime corazzate italiane, quelle della classe Formidabile, le prime due navi della classe Principe di Carignano furono ordinate. Queste navi, inizialmente Principe di Carignano, Messina e Principe Umberto, erano molto simili ai loro predecessori in quanto inizialmente erano concepite come fregate della Marina sarda. Il Principe di Carignano fu ordinata a Genova dal Cantiere della Foce nel gennaio 1861, mentre Messina fu ordinata dal Regio Cantiere di Castellammare di Stabia a settembre. Nonostante i piani per costruire inizialmente la classe come navi di legno, il cambiamento della tecnologia e l'emergere di corazzate nelle marine straniere come con la La Gloire e il britannico HMS Warrior (1860), portò a sforzi per ridisegnare le navi. Nel tentativo di accrescere ulteriormente il suo programma corazzato, Persano seguì l'ordine che Cavour aveva stabilito in precedenza nella conversione della classe Formidabile e lavorò per fare lo stesso con la classe Principe di Carignano. I suoi sforzi ebbero successo e la maggior parte di queste navi furono convertite in corazzate nonostante fossero nel mezzo della costruzione, soltanto il Principe Umberto era troppo avanzata nella sua costruzione per consentire questa conversione, portando al suo completamento come nave di legno. Per sostituirla, fu ordinata una nuova nave, la Conte Verde. Fu costruita a Livorno nel marzo 1863 dal Cantiere navale fratelli Orlando. Come con le loro controparti più vecchie, anche le navi di classe Principe di Carignano furono riprogettate con lo scopo implicito di combattere per il controllo del Mediterraneo e del Mare Adriatico con l'Impero austriaco in caso di una guerra.
Come risultato del lavoro di Persano, nella primavera del 1863 la Regia Marina aveva più di una dozzina di corazzate sotto contratto o in costruzione, sebbene solo le prime due navi costruite durante il mandato di Cavour come Primo Ministro fossero state effettivamente completate.

### Il piano austriaco

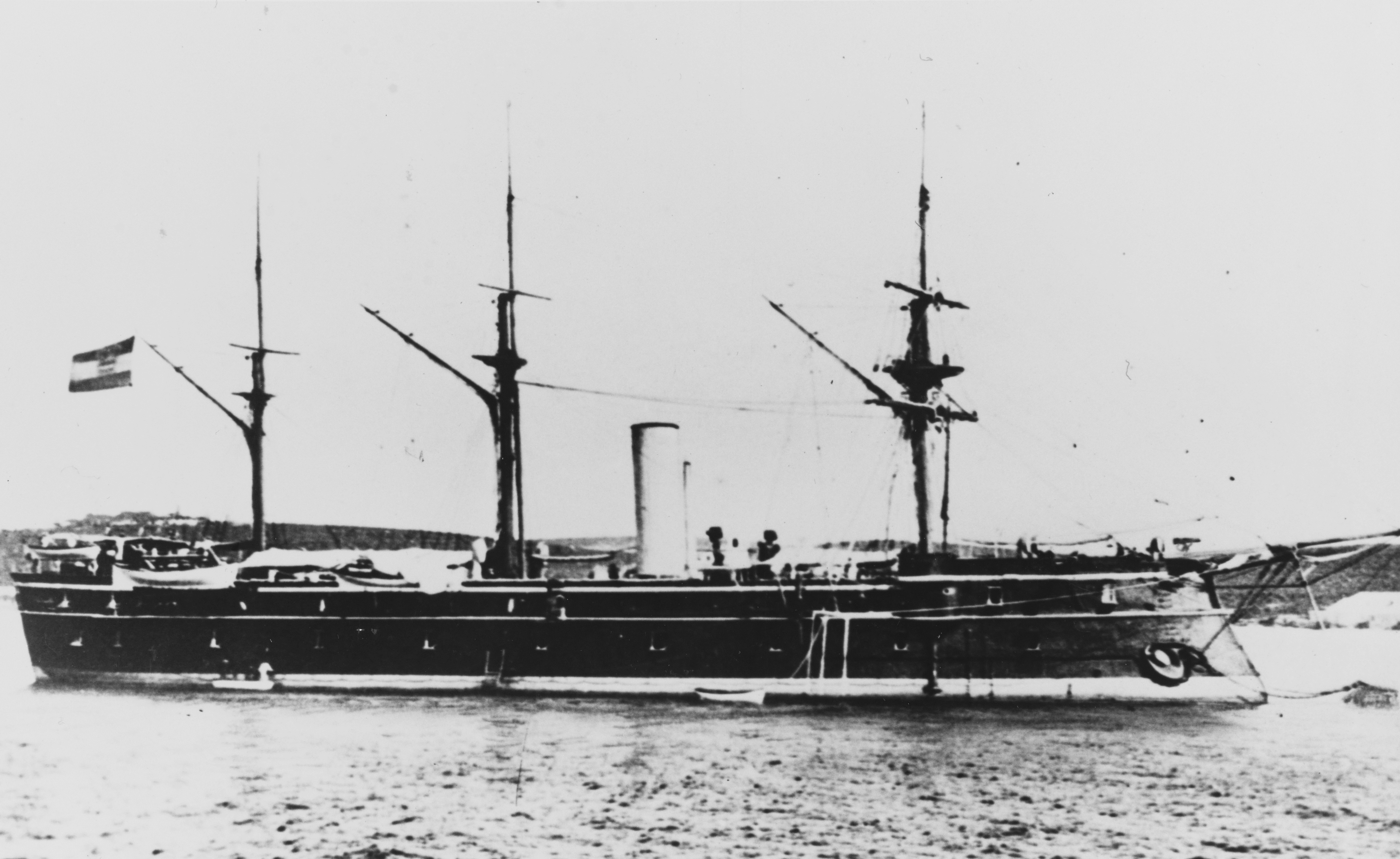
La corazzata austriaca Erzherzog Ferdinand Max, nave principale della sua omonima classe e intitolata all'arciduca Ferdinand Max, che aveva supervisionato il programma di costruzione delle corazzate austriache.

Il bilancio navale del 1862 presentato a Ferdinando Massimiliano gli permise di pagare le corazzate di ferro della classe Kaiser Max, ma i fondi stanziati per il 1863 erano sufficienti solo per altre due corazzate di ferro, a differenza delle tre che aveva richiesto. Nonostante questo arretramento, la costruzione delle due navi iniziò alla fine della primavera del 1863. Molte delle stesse persone che erano state determinanti nella progettazione e nella costruzione delle precedenti corazzate austriache tornarono a ricoprire nuovamente quei ruoli, con Romako che progettò entrambe le navi. Queste due corazzate erano significativamente più grandi delle navi di classe Drache e Kaiser Max, e originariamente erano destinate a trasportare trentadue cannoni da 48 kg ad avancarica, sebbene durante il processo di costruzione la Marina decise di optare per una nuova batteria a retrocarica prodotte da Krupp. Ad ogni modo, la Marina imperiale austriaca fu costretta a completare in fretta le navi con solo sedici dei cannoni da 48 libbre originali a causa dello scoppio della Guerra delle sette settimane nel 1866. Prendendo il nome dallo stesso Arciduca, la Erzherzog Ferdinand Max sarebbe stata la nave principale della sua classe omonima. Fu costruita dallo Stabilimento Tecnico Triestino a Trieste nel maggio 1863 e fu seguita un mese dopo da sua sorella, l'Habsburg. La costruzione di queste navi fece sì che, nonostante le difficoltà finanziarie, l'Austria fosse pronta ad avere sette corazzate entro il 1865.

## Effetti postbellici sulla corsa agli armamenti

### Austria
Il bilancio navale austriaco del 1862 si sarebbe rivelato il più grande esborso di questo tipo che la Marina imperiale austriaca avrebbe ricevuto fino al 1900. Ciò nonostante, il bilancio del 1863 di soli 8.900.000 fiorini era molto inferiore a quanto auspicasse l'arciduca Ferdinando Massimo. Ciò limitò la sua capacità di costruire corazzate aggiuntive, dovendo rinunciare alla terza nave pianificata per la classe Erzherzog Ferdinand Max. Ferdinand Max si imbatté in ulteriori problemi finanziari quando i suoi piani per convertire la Kaiser dovettero essere ritardati a causa della mancanza di fondi. Di conseguenza, l'Austria fu in grado di costruire solo sette corazzate tra il 1860 e il 1865, a differenza delle nove che Ferdinand Max aveva richiesto al Reichsrat nell'aprile 1861.
Nel tentativo di mantenere gli stanziamenti previsti per la marina, a fronte dei potenziali tagli di bilancio, Ferdinand Max tentò di ridurre le spese in quasi tutti gli aspetti della Marina imperiale austriaca al di fuori della costruzione di corazzate. Le pattuglie condotte dalla Marina imperiale austriaca furono gravemente ridotte e le navi da guerra lasciarono raramente il Mar Mediterraneo. In effetti, ad eccezione della pattuglia di Tegetthoff al largo delle coste greche per proteggere gli interessi austriaci nel regno dei Balcani durante la crisi costituzionale greca tra il 1862 e il 1863, le navi da guerra austriache non si avventurarono quasi mai oltre il Mare Adriatico. I piccoli bilanci navali austriaci costrinsero anche Ferdinand Max a rifiutare con riluttanza le proposte di costruttori navali stranieri per costruire navi da guerra corazzate aggiuntive per la Marina imperiale austriaca. Tra quelli le cui offerte l'arciduca dovette rifiutare per mancanza di fondi c'erano il costruttore navale americano John Ericsson, progettista della USS Monitor, e il cantiere navale Arman Brothers a Bordeaux, che stava costruendo la corazzata italiana Ancona.
 Ferdinand Max fu costretto ad acquisire i fondi di cui aveva bisogno per espandere la flotta da battaglia corazzata dell'Austria vendendo navi più vecchie in possesso della Marina imperiale austriaca. In effetti, la velocità con cui l'Italia aveva costruito o acquistato nuove corazzate dal 1860, e il suo desiderio di tenere il passo con le acquisizioni corazzate italiane, costrinse l'arciduca a considerare la vendita di quasi tutte le navi di legno austriache. La prima opportunità fu nel novembre 1862, quando tentò di negoziare la vendita di fregate e corvette più vecchie al commerciante di armi confederato Louis Merton. Nel febbraio del 1863, questo potenziale accordo divenne più probabile, poiché l'arciduca mise insieme una serie di navi senza corazza da cui credeva che la marina austriaca imperiale potesse separarsi. Questo elenco comprendeva una fregata, due corvette, 14 cannoniere e golette e nove piroscafi. Ferdinand Max offrì tutte e 26 le navi a Merton per circa sei milioni di fiorini, abbastanza da consentirgli teoricamente di costruire l'unica grande fregata corazzata che poteva servire da fiore all'occhiello della Marina imperiale austriaca. Sfortunatamente per l'arciduca, Merton respinse l'offerta in quanto il governo confederato gli aveva ordinato di acquistare solo corazzate o navi in grado di navigare sulla via navigabile intracoastale nordamericana.

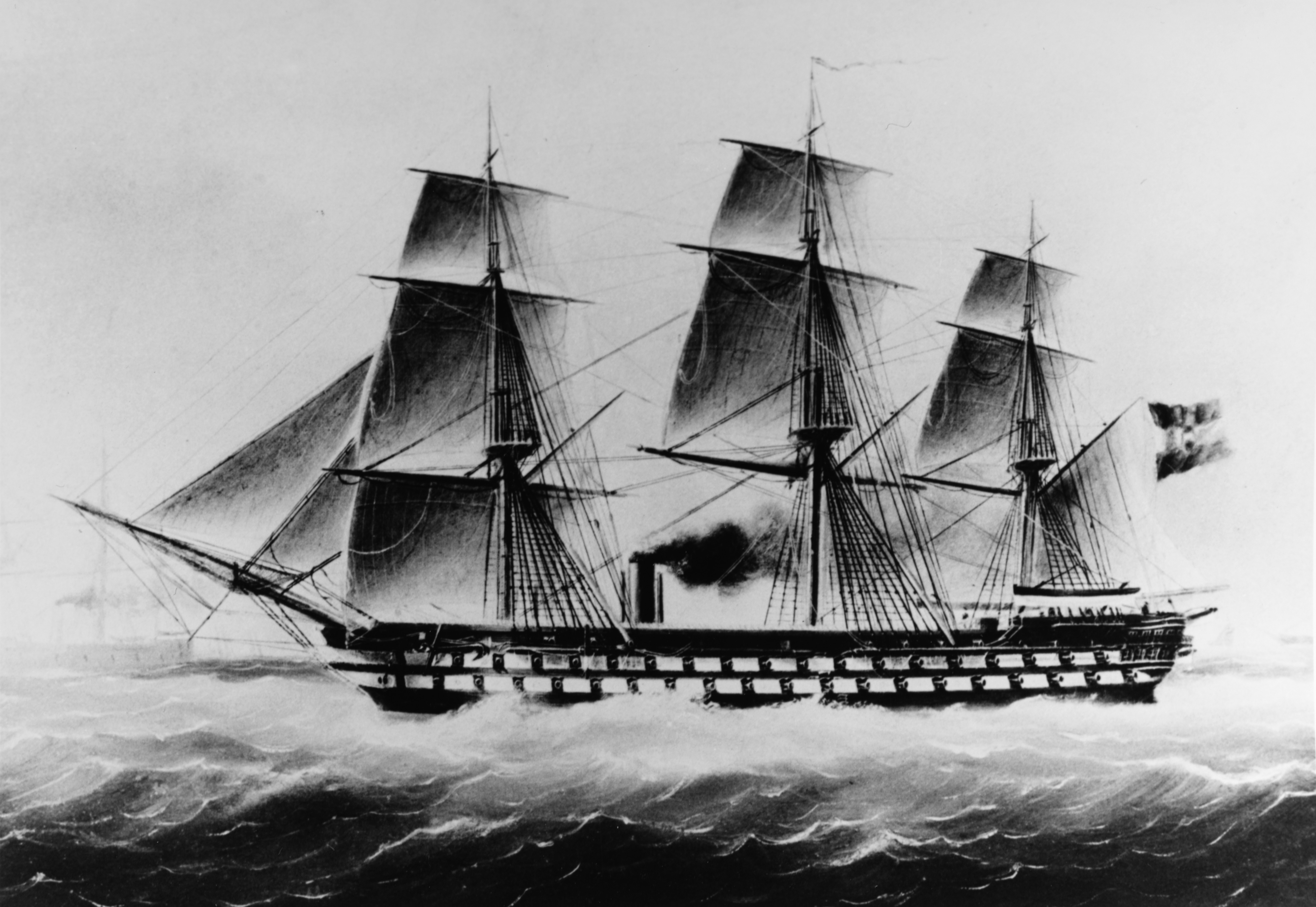
Nave di linea Kaiser. A causa di vincoli finanziari, i piani per convertirla in una corazzata dovettero essere ritardati fino alla fine della Guerra delle sette settimane.

Anche gli ulteriori tentativi di acquistare corazzate dai cantieri navali britannici che li avevano costruiti per la Confederazione alla fine del 1863 fallirono, a causa dei costi delle navi da guerra coinvolte. Nonostante un aumento dei fondi previsti dal bilancio del 1864 a circa 12.100.000 di fiorini, i fondi che il Reichsrat aveva assegnato alla Marina imperiale austriaca non erano destinati a costruire o acquistare nuove corazzate, lasciando Ferdinand Max con le stesse sette corazzate di prima. Di fronte al blocco politico e dopo essergli stato offerto il trono del Secondo impero messicano nell'ottobre 1863, l'arciduca Ferdinando Max si dimise dal suo incarico di Oberkommandant der Marine all'inizio del 1864 prima di salpare verso il Messico a bordo della fregata Novara per diventare imperatore Massimiliano I del Messico.
Negli anni successivi alla partenza di Ferdinand Max dall'Austria, la Marina imperiale austriaca subì ulteriori vincoli politici e di bilancio. Nell'aprile del 1864 fu proposto di sciogliere il ministero navale, che l'ex arciduca aveva contribuito a fondare. Nel gennaio 1865, l'imperatore Francesco Giuseppe I sciolse il ministero e la Marina imperiale austriaca fu nuovamente posta sotto la giurisdizione del Ministero della Guerra austriaco. Nel bilancio del 1865, solo 7.100.000 fiorini furono assegnati alle spese navali, ma ancora una volta, nessuno dei fondi fu dedicato per la costruzione di navi da guerra. Nel 1866, il bilancio navale crebbe leggermente fino a 7.800.000 di fiorini, ma per il terzo anno consecutivo non ci sarebbero stati fondi per corazzate aggiuntive o altre navi da guerra. Così, quando iniziò la guerra delle sette settimane nel giugno 1866, la Marina imperiale austriaca possedeva solo navi costruite durante il mandato di Ferdinando Max come Oberkommandant der Marine.

### Italia
Anche in Italia il caos politico e le restrizioni di bilancio obbligarono ad un rallentamento del rapido ritmo in cui la Regia Marina si era dotata di navi da guerra corazzate. Nel giugno 1862, Garibaldi, deciso a conquistare Roma e portare lo Stato Pontificio in Italia, salpò da Genova e sbarcò a Palermo, con l'intenzione di radunare volontari per l'imminente campagna di Roma. Quando attraversò l'Italia continentale, aveva una forza di circa duemila volontari. Dopo lo sbarco a Melito il 14 agosto, Garibaldi e le sue forze marciarono immediatamente verso le montagne calabresi. Lungi dal sostenere questa seconda spedizione, tuttavia, il governo italiano si oppose fortemente alle azioni di Garibaldi. Il generale Enrico Cialdini inviò una divisione dell'esercito regolare, sotto il colonnello Emilio Pallavicini, per contrastare il corpo volontario di Garibaldi. Il 28 agosto le due forze si incontrarono nell'Aspromonte. Dopo circa 10 minuti di combattimenti, c'erano già 15 feriti, tra cui lo stesso Garibaldi che fu colpito nello scambio di fuoco. I combattimenti finirono rapidamente, quando Garibaldi e i suoi volontari si arresero e furono fatti prigionieri. Il contraccolpo politico della "battaglia" dell'Aspromonte e il successivo arresto di Garibaldi fu enorme in Italia. Nel dicembre 1862, il governo di Rattazzi cadde su questa controversia e Luigi Carlo Farini gli succedette come Primo Ministro. Persano fu così rimosso come Ministro della Marina. Quando Marco Minghetti divenne Primo Ministro nel marzo 1863, il generale Efisio Cugia fu scelto per sostituire Persano.
Cugia ereditò una Marina Regia in rapida crescita di dimensioni che stava acquisendo rapidamente navi da guerra corazzate. Il sostegno da parte del pubblico in generale e del corpo degli ufficiali della Marina Regia per l'espansione della marina e la costruzione di nuove corazzate rimase elevato, con una nuova commissione navale che arrivò addirittura a chiedere un'enorme flotta da battaglia di 40 corazzate. Inoltre, i precedenti avversari delle navi da guerra corazzate come Bixio, avevano cambiato idea ed erano stati convinti della loro importanza in seguito alla Battaglia di Hampton Roads. Infatti, Bixio divenne successivamente uno dei sostenitori più accesi del programma corazzato italiano dopo essersi precedentemente opposto all'idea durante gli anni di Persano come capo del Ministero della Marina.
Cugia tentò di portare avanti i lavori iniziati sotto Cavour e proseguiti sotto Persano. Oltre a ordinare ulteriori trasporti, cannoniere a basso pescaggio che potevano essere utilizzate per impadronirsi di Venezia via mare, Cugia ordinò anche un'altra classe di corazzate italiane, chiamata Principe Amedeo. La prima nave della classe, la Principe Amedeo, fu ordinata all'Arsenale di La Spezia nell'agosto del 1865. Fu seguita dalla Palestro, che fu allestita lo stesso mese dal Regio Cantiere di Castellammare di Stabia. Il progetto per Principe Amedeo era stato preparato dall'ingegnere ispettore Giuseppe De Luca. Inizialmente aveva pianificato di utilizzare scafi interamente in legno per le navi, ma quando erano state iniziate le costruzioni delle navi aveva cambiato la struttura da legno in ferro. Le due navi furono anche le ultime corazzate italiane a disporre di impianti di navigazione e scafi di legno.

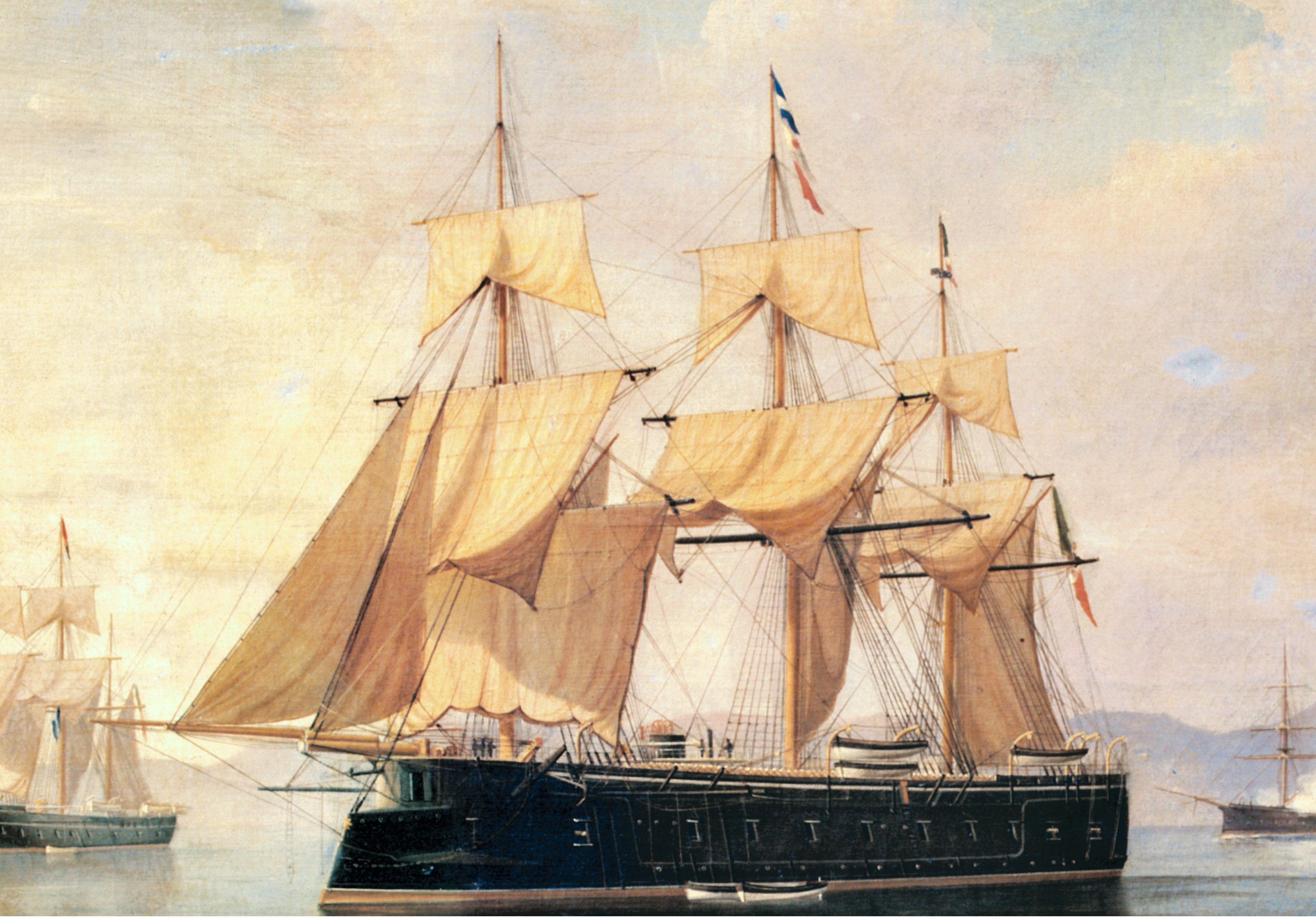
Le corazzate di ferro della classe Principe Amedeo sarebbero state le ultime navi del loro tipo ad essere varate dall'Italia prima dello scoppio della guerra delle sette settimane nel 1866, tuttavia né Principe Amedeo né la nave gemella Palestro sarebbero state incaricate nella Regia Marina fino a quasi un decennio dopo la guerra.

Quando erano in corso le discussioni sulla classe Principe Amedeo, la Regia Marina aveva già acquisito le fregate blindate di classe Formidabile costruite in Francia e altre due navi della classe Re d'Italia erano in costruzione negli Stati Uniti. Anche la corazzata affondatore era stato ordinato nel Regno Unito, mentre le quattro navi della classe Regina Maria Pia erano in costruzione nei cantieri navali francesi. Inoltre, tre fregate in legno a vapore della classe Principe di Carignano, già in costruzione, erano in fase di conversione in navi corazzate, e altre due corazzate della classe Roma erano state ordinate dai cantieri navali italiani. Ciò significava che le due nuove navi della classe Principe Amedeo avrebbero portato il numero totale di corazzate della Regia Marina a 16 navi.
Quelle della classe Principe Amedeo sarebbe comunque state le ultime due navi di questa prima generazione di corazzate italiane. Il solo numero di corazzate che la Regia Marina stava costruendo e ordinando, combinato con il relativamente breve lasso di tempo in cui l'Italia si era impegnata nella costruzione delle sue corazzate, stava cominciando a mettere a dura prova le finanze del Regno unificato. La dipendenza da cantieri navali stranieri per costruire molte delle corazzate aveva anche contribuito ad aumentare drasticamente i costi, già inizialmente elevati. Nel 1865, le spese navali italiane iniziarono a superare ampiamente gli esborsi di bilancio che la Camera dei deputati aveva autorizzato per la Regia Marina. Nonostante il fatto che il governo italiano avesse stanziato budget navali maggiori rispetto alle loro controparti austriache per ogni anno tra il 1861 e il 1865, per i primi quattro anni della sua esistenza, la Regia Marina aveva costantemente speso milioni di lire in più rispetto a quanto autorizzato dalla Camera dei deputati esso. In effetti, la Regia Marina aveva superato il budget di circa 75.000.000 di lire tra il 1861 e il 1865.
Ancora una volta l'Italia aveva registrato un turnover nei primi ministri a seguito di una reazione pubblica alla Convenzione di settembre del 1864. Minghetti fu estromesso e Alfonso Ferrero La Marmora gli successe il 28 settembre 1864. Il primo obiettivo di La Marmora come primo ministro fu di tagliare le spese del governo e riequilibrare il Bilancio italiano. Dopo aver nominato il Generale Diego Angioletti alla carica di Ministro della Marina, La Marmora ridusse le dimensioni del budget della Regia Marina e pose fine all'era delle spese finanziarie incontrollate. Sfruttando la decisione della Spagna di riconoscere finalmente il Regno d'Italia come catalizzatore per avviare dibattiti sulla dimensione del bilancio navale, La Marmora sostenne dinanzi alla Camera dei Deputati che la Regia Marina possedeva o aveva in costruzione più che sufficienti navi da guerra di tutti i tipi, tra cui corazzate, per sconfiggere la Marina imperiale austriaca in battaglia. Nonostante la forte opposizione di Persano, Cugia e Bixio, il governo della Marmora iniziò a ridurre le spese navali e terminò per il momento ulteriori acquisti di corazzate e progetti di costruzione. Il governo si sarebbe concentrato invece sul completamento delle navi già in costruzione o sotto contratto in vista della Guerra delle sette settimane.

## La guerra delle sette settimane

Una mappa delle alleanze durante la guerra delle sette settimane. Notare che l'Italia, nella parte inferiore della mappa, è ombreggiata come un alleato prussiano.

### Contesto
L'attenzione dell'Austria fu attratta dall'Italia in un momento in cui sembrava che la corsa agli armamenti di corazzate tra le due nazioni stesse svanendo. Alla fine del 1863, la questione Schleswig-Holstein catturò ancora una volta l'attenzione della maggior parte della Confederazione tedesca dopo che Cristiano IX di Danimarca divenne re di Danimarca e duca di Schleswig e Holstein. Dichiarò il Ducato di Schleswig parte integrante della Danimarca in violazione del Protocollo di Londra del 1852, che enfatizzava lo status del Regno di Danimarca come distinto dai Ducati indipendenti di Schleswig e Holstein. L'annessione delle popolazioni, in gran parte tedesche, di Schleswig e Holstein diede alla Confederazione tedesca un casus belli da usare contro la Danimarca, e la Seconda Guerra Schleswig iniziò quando le truppe prussiane e austriache attraversarono il confine con lo Schleswig nel febbraio 1864. Dopo otto mesi di combattimenti, il I danesi furono sconfitti e le due nazioni conquistarono il controllo di Schleswig e Holstein sancito nella Pace di Vienna.
La pace di Vienna non era destinata a durare comunque. Poco dopo la conclusione della seconda guerra dello Schleswig, il ministro presidente della Prussia Otto von Bismarck iniziò a gettare le basi per isolare diplomaticamente l'Austria e dare alla Prussia l'opportunità di risolvere la questione tedesca una volta per tutte con la forza delle armi. Nell'aprile 1866, il governo prussiano firmò un accordo segreto con l'Italia, impegnando ciascuno stato ad assistere l'altro in una guerra contro l'Austria. Il 14 giugno, la guerra delle sette settimane iniziò quando la Prussia attaccò gli alleati dell'Austria nella Confederazione tedesca.

### La guerra navale tra Italia e Austria
All'inizio della guerra, l'Italia sembrava avere una marina molto più forte dell'Austria, in gran parte grazie al massiccio programma di armamenti navali in cui Cavour e Persano si impegnarono poco dopo l'unificazione dell'Italia. Mentre la Marina Regia possedeva molte più corazzate della Marina imperiale austriaca, il ministro italiano della Marina, Diego Angiolette, si rese conto che la forza navale italiana era ancora sulla carta. Nel giugno 1866, la Regia Marina era in uno stato di disordine dopo anni di governi instabili italiani e un consistente turnover tra i ranghi del corpo degli ufficiali della marina. I marinai italiani avevano ricevuto poca o nessuna formazione, e molte navi da guerra non avevano addestrato ingegneri, cannonieri o ufficiali. In effetti, nonostante l'impero multietnico e multinazionale austriaco che nel 1848 aveva quasi distrutto il paese, la marina militare austriaca imperiale multilingue era molto più unita della sua controparte italiana. Le divisioni regionali emersero per la prima volta poco dopo l'Unità d'Italia e l'istituzione della Regia Marina avevano iniziato a divampare negli anni poco prima della guerra. Ufficiali napoletani e sardi litigavano regolarmente. Anche le tradizioni navali di Venezia si scontrarono fortemente con quelle di Sardegna, Sicilia e Napoli. Molti ufficiali e marinai veneziani in servizio consideravano inesperti i marinai sardi, siciliani e napoletani, portando a gravi controversie tra uomini di Venezia e il resto d'Italia.
Tuttavia, il vantaggio del numero di corazzate dell'Italia di 12 a 7, portava grandi aspettative. Nino Bixio, che in precedenza si era opposto alle corazzate solo per approvare con entusiasmo la loro acquisizione da parte del Regno d'Italia in seguito alla Battaglia di Hampton Roads, descrisse la Regia Marina come "Incontestabilmente superiore" alla Marina imperiale austriaca. Questi sentimenti furono condivisi dal pubblico italiano, dalla Camera dei deputati e dalla stessa Regia Marina. Ci si aspettava una rapida vittoria sulla Marina imperiale austriaca, seguita dal dominio navale italiano sul Mediterraneo e sul Mare Adriatico.
La Marmora si era dimesso da Primo Ministro il 17 giugno per diventare capo di stato maggiore del re Vittorio Emanuele II. Allo stesso modo Angiolette rassegnò le dimissioni da Ministro della Marina per ricevere un comando dall'esercito italiano, che avrebbe dovuto vedere la maggior parte dei combattimenti con l'Austria. I loro sostituti, Bettino Ricasoli come Primo Ministro e Agostino Depretis come Ministro della Marina, decisero di assicurarsi il dominio italiano sull'Adriatico. Poco dopo che l'Italia dichiarò guerra all'Austria il 20 giugno, Ricasoil elaborò piani per l'annessione dell'Italia a Venezia, Trentino, Trieste, Costa dalmata, Istria e Fiume. Depretis credeva fermamente che la Regia Marina fosse abbastanza forte da garantire queste conquiste. Il 25 giugno, la principale flotta da battaglia della Regia Marina, guidata da Persano, fece scalo ad Ancona in previsione dell'impegno della Marina imperiale austriaca nell'Adriatico.
Mentre l'Italia si preparava per un'offensiva navale nell'Adriatico al fine di esercitare pressioni su Trieste, Venezia e Fiume, la strategia navale austriaca all'inizio della guerra era principalmente orientata alla difesa. Le ultime due corazzate austriache, Ferdinand Max e Habsburg, erano in attesa della consegna finale dei loro cannoni Krupp all'inizio della guerra. Il conflitto con la Prussia fece sì che queste armi non potessero essere consegnate, costringendo la Marina imperiale austriaca a installare vecchie armi a canna liscia a bordo delle navi. Tuttavia, il contrammiraglio Wilhelm von Tegetthoff evidenziò Ferdinand Max come fiore all'occhiello della sua flotta e iniziò gli esercizi di addestramento con il suo equipaggio al largo della costa di Fasana. A causa del vantaggio italiano nelle corazzate, Tegetthoff lavorò per migliorare le sue navi di legno esistenti anche per il combattimento, drappeggiando molte catene e rottami di ferro per aumentare la loro protezione in battaglia. A seguito della battaglia di Custoza del 24 giugno, Tegetthoff ottenne il permesso dall'arciduca Albrecht del maresciallo di campo di attaccare la Marina Regia quando lo riteneva opportuno. Di conseguenza, Tegetthoff portò la Marina imperiale austriaca ad Ancona il 26 giugno nel tentativo di attirare gli italiani, ma il comandante italiano, ammiraglio Persano, si rifiutò di impegnarsi. Tegetthoff fece un'altra sortita il 6 luglio, ma di nuovo non poté combattere la flotta italiana.

#### La battaglia di Lissa

Lo schieramento iniziale della battaglia di Lissa

Il 16 luglio, Persano comandò la flotta italiana, con dodici corazzate, fuori da Ancona, verso l'isola di Lissa, dove arrivò il 18 luglio. Con loro portarono 3.000 soldati. Persano quindi trascorse i due giorni successivi bombardando le difese austriache dell'isola e tentando senza successo di forzare uno sbarco. Tegetthoff ricevette una serie di telegrammi tra il 17 luglio e il 19 luglio che lo informavano dell'attacco italiano, che inizialmente riteneva essere una finta per allontanare la flotta austriaca dalle sue basi principali a Pola e Venezia. Alla mattina del 19 luglio, tuttavia, era convinto che Lissa fosse in realtà l'obiettivo italiano, e quindi preparò la sua flotta all'attacco. Quando la flotta di Tegetthoff arrivò al largo di Lissa la mattina del 20 luglio, la flotta di Persano fu schierata per un altro tentativo di sbarco. Le navi di quest'ultimo furono divise in tre gruppi, con solo i primi due in grado di concentrarsi in tempo per incontrare gli austriaci. Tegetthoff aveva sistemato le sue navi corazzate in una formazione a forma di cuneo, conducendo al centro la Erzherzog Ferdinand Max. Le corazzate Don Juan d'Austria, Drache e Prinz Eugen erano sulla destra, e le corazzate Asburgo, Salamandra e Kaiser Max erano alla sua sinistra. Le navi da guerra in legno austriache della seconda e terza divisione seguivano la stessa formazione.
Poco prima dell'inizio dell'azione, l'ammiraglio Persano lasciò la sua nave ammiraglia, la corazzata Re d'Italia, e si trasferì sulla nave della torretta Affondatore, sebbene nessuno dei suoi subordinati sulle altre navi fosse a conoscenza del cambiamento. Furono così lasciati a combattere come singoli senza direzione. Ancora più pericolosamente, fermando la Re d'Italia, permise che si aprisse un divario significativo tra le tre navi di Vacca e il resto della flotta. La battaglia iniziò con Principe di Carignano che apriva il fuoco a una distanza di circa 1 000 iarde (910 m) sugli austriaci in avvicinamento. Il cannoniere italiano era debole e la sparatoria iniziale mancò alle navi austriache, permettendo a Tegetthoff di passare attraverso lo spazio nella linea italiana. Questo tentativo non riuscì tuttavia a speronare nessuna delle navi italiane, costringendolo a voltarsi e fare un altro passaggio. Durante questo primo approccio, la corazzata austriaca Prinz Eugen aprì il fuoco sulle navi di testa di Persano con i suoi cannoni di prua, ma non segnò alcun colpo. In risposta, l'affondatore corazzato italiano tentò di speronarla, ma mancò per un attimo la nave da guerra austriaca. Nel frattempo, le corazzate austriache Asburgo e Salamandra non erano così impegnate nella mischia che seguì e non tentarono di speronare alcuna nave italiana, a parte un singolo tentativo fallito da parte di Salamander di colpire una corazzata italiana non identificata. Invece, le navi impiegarono il fuoco convergente, sebbene in gran parte senza successo. Durante questo periodo, le maggiori corazzate italiane, Principe di Carignano e Castelfidardo, aprirono il fuoco a lungo raggio sulle corazzate austriache Asburgo, Kaiser Max e Salamander, ma gli italiani riuscirono a segnare solo colpi indiretti su Salamander, colpendola 35 volte ma non riuscendo a segnare colpi decisivi o infliggere gravi danni.

La battaglia navale di Lissa di Carl Frederik Sørensen

Nel frattempo, la corazzata austriaca Drache ingaggiò la nave da difesa costiera Palestro con colpi concentrati sui lati, incluso il colpo caldo, che provocò un grave incendio a bordo. Quest'ultima tentò di ritirarsi e fu in grado di usare la sua velocità superiore per sfuggire a Drache. Lasciata senza il suo obiettivo originale, Drache si rivolse contro la Re d'Italia insieme a diverse altre navi austriache. Una di loro danneggiò il timone della corazzata italiana, lasciandola incapace di manovrare. Nel successivo scontro a fuoco, Drache fu colpita diverse volte; una granata colpì il suo comandante, il capitano Moll Heinrich von Moll, in testa, uccidendolo all'istante.
Il timone fuori funzione della Re d'Italia presentava un'altra opportunità per Tegetthoff di speronare la nave a tutta velocità. Dopo due scontri avvenuti ad angoli troppo obliqui per infliggere gravi danni, Erzherzog Ferdinand Max colpì direttamente la nave italiana, creando un buco nello scafo sul lato sinistro sotto la linea di galleggiamento della nave, senza provocare danni significativi su se stessa. Tegetthoff invertì la rotta, permettendo all'armata italiana di tornare in porto e affondare rapidamente. Inizialmente ordinò al suo equipaggio di abbassare le barche per raccogliere gli italiani che lottavano in acqua, ma l'armata italiana San Martino si stava avvicinando e non poteva permettere alla sua nave di diventare un bersaglio fisso. Invece, ordinò all'avviso Kaiserin Elizabeth di rimanere indietro e raccogliere i sopravvissuti mentre Erzherzog Ferdinand Max ingaggiò la San Martino. Le altre navi italiane, tuttavia, non si resero conto che Kaiserin Elizabeth stava tentando di raccogliere i sopravvissuti italiani, e quindi aprirono il fuoco su di lei, allontanandola dagli uomini nell'acqua.

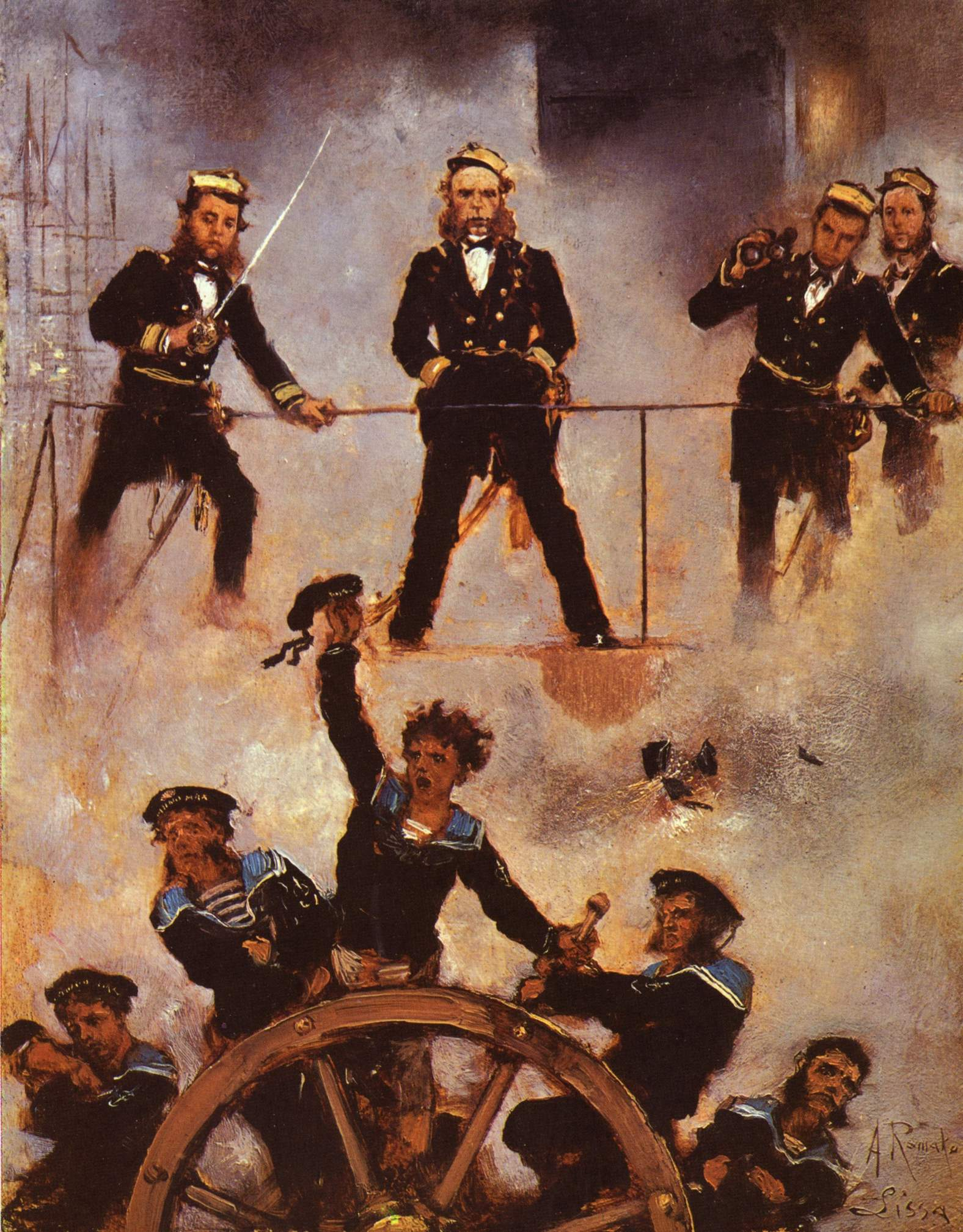
Ammiraglio Tegethoff nella battaglia navale di Lissa del 1866 di Anton Romako

Numerose corazzate italiane tentarono di catturare o affondare la Kaiser, la più grande nave austriaca senza armatura nella battaglia. Dopo che la mischia era iniziata, le navi italiane Castelfidardo, Varese e Principe di Carignano si aggirarono intorno alla Kaiser. Persano arrivò anche sulla Affondatore e tentò senza successo di speronare Kaiser, ma mancò e colpì solo un colpo obliquo. Poco dopo, Kaiser speronò la corazzata Re di Portogallo nel tentativo di proteggere le navi non armate austriache Erzherzog Friedrich e Kaiserin Elizabeth. Kaiser colpì anche infliggendo pochi danni. Re di Portogallo sparò con i suoi cannoni leggeri sulla nave in risposta, dando fuoco alla Kaiser e uccidendo o ferendo un numero di cannonieri austriaci prima che la nave da guerra potesse liberarsi. Affondatore fece quindi un secondo tentativo, senza successo, di speronare Kaiser. Anche se le mancava ancora una volta il suo ariete, Affondatore fece un colpo con una dei suoi cannoni, danneggiando gravemente Kaiser, uccidendo o ferendo venti membri dell'equipaggio. Kaiser rispose sparando con le sue armi sul ponte dell'Affondatore forandolo gravemente e accendendo un fuoco, mentre i fucilieri nelle sue cime da combattimento spararono ai marinai italiani. Inoltre, un tiro di Kaiser colpì una delle torrette della AFFONDATORE inceppandola per il resto della battaglia.
Mentre la mischia continuava, la corazzata austriaco Don Juan d'Austria inizialmente tentò di seguire Tegetthoff nel suo secondo passaggio, ma perse rapidamente il contatto con l'ammiraglia di Tegetthoff nel caos. Le corazzate italiane circondarono la nave austriaca, costringendo la corazzata Kaiser Max a venire in suo aiuto. Successivamente, Re di Portogallo e le corazzate austriache si scambiarono bordate per circa mezz'ora prima che gli austriaci ingaggiassero Affondatore. Quest'ultimo segnò tre colpi sulla prua disarmata della Don Giovanni d'Austria, ma questi colpi causarono pochi danni. La mischia che seguì il secondo passaggio di Tegetthoff fu a suo vantaggio, poiché il comandante austriaco tentò di fare affidamento sulle tattiche di speronamento per compensare il vantaggio della Regia Marina nel numero di corazzate e nella superiori armi da fuoco. In effetti, la mischia che ne seguì fu così caotica che la corazzata Regina Maria Pia si scontrò con la nave gemella San Martino, danneggiando l'arco di ariete di quest'ultima. La mischia ostacolò ulteriormente gli sforzi italiani di usare i loro superiori mezzi contro gli austriaci quando la corazzata Ancona si intrappolò con la nave costiera Varese, permettendo a un gruppo di navi di legno austriache di sfuggire incolumi all'impatto.
A quel punto, la Palestro stava bruciando gravemente dal suo scontro con Drache e per i 15 colpi da fuoco sparati da Kaiser Max, e presto fu distrutta da un'esplosione di una polveriera. Persano interruppe l'ingaggio, avendo perso due navi, e sebbene il suo squadrone fosse ancora più numeroso degli austriaci, si rifiutò di contrattaccare con le sue forze ormai demoralizzate. Inoltre, la flotta era a corto di carbone e munizioni. La flotta italiana iniziò a ritirarsi, seguita dagli austriaci; Tegetthoff, avendo avuto la meglio nell'azione, tenne le distanze per non mettere a rischio il successo. Inoltre, le navi austriache erano più lente delle loro controparti italiane e quindi non poterono forzare un secondo ingaggio. Quando la notte cominciò a calare, le flotte avversarie si separarono definitivamente, dirigendosi rispettivamente verso Ancona e Pola. Nel corso della battaglia, la Marina imperiale austriaca subì solo 38 morti, rispetto ai 612 morti tra i ranghi della Regia Marina.

#### Conseguenze

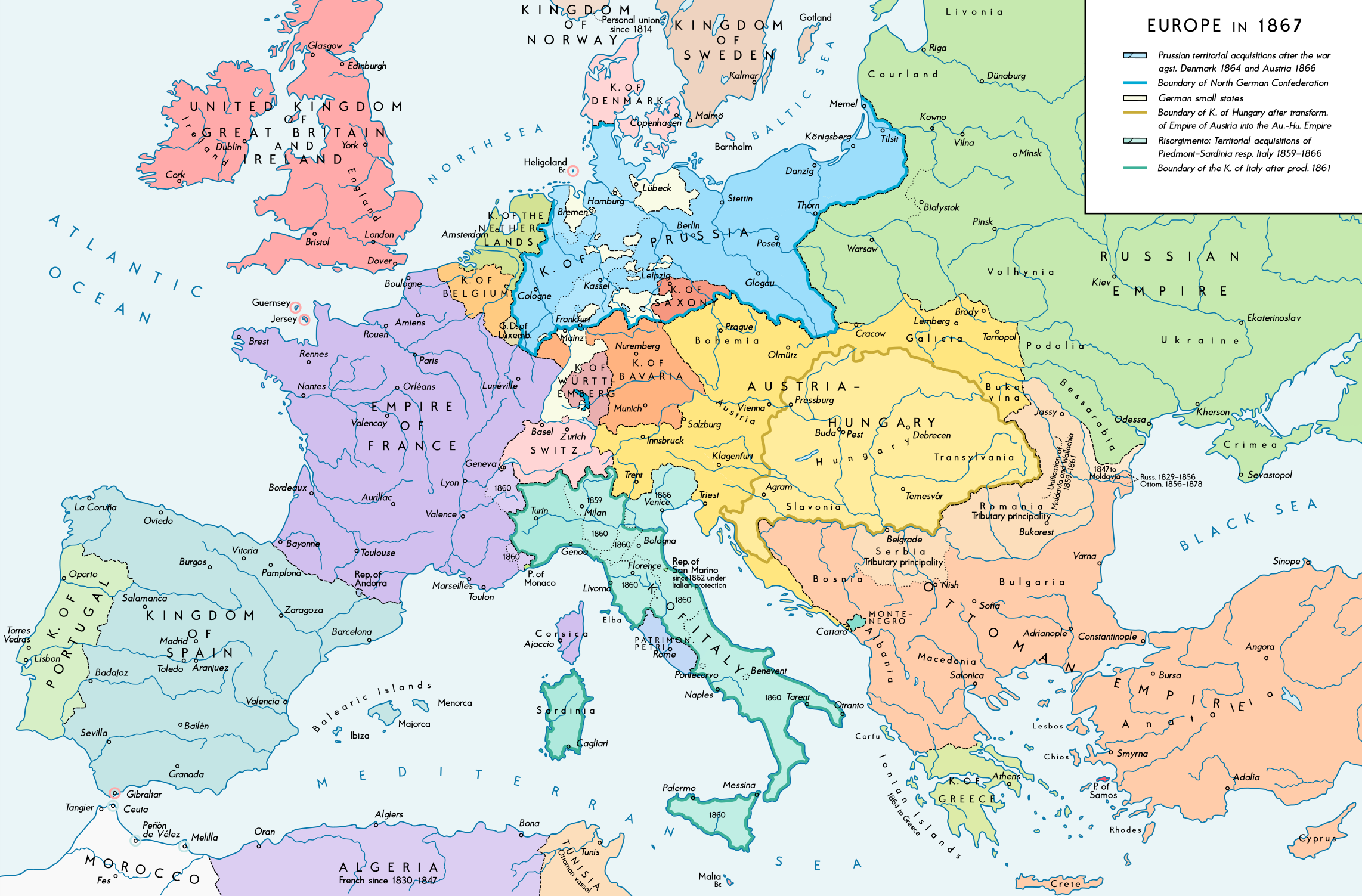
Europa dopo la conclusione della guerra delle sette settimane

Il giorno dopo la battaglia di Lissa, Tegetthoff fu promosso dall'imperatore Francesco Giuseppe I al grado di vice ammiraglio. Nel frattempo, l'ammiraglio Persano affermò che Lissa era una vittoria italiana nonostante gli italiani avessero perso due corazzate e non fossero riusciti ad affondare o catturare nessuna nave austriaca. Poco dopo essere tornati ad Ancona con la sua flotta il 21 luglio, tuttavia, Persano vide la sua storia sgretolarsi poiché la verità sui risultati della battaglia fece cambiare rapidamente l'opinione pubblica contro il comandante italiano, riguardo ai risultati della Regia Marina. Come senatore italiano, Persano vide il Senato del Regno (Italia) metterlo sotto processo politico nell'aprile 1867 e alla fine lo costrinse a ritirarsi in disgrazia.
Nonostante la vittoria austriaca a Lissa, la guerra delle sette settimane alla fine sarebbe stata decisa a terra. La battaglia decisiva di Königgrätz era avvenuta all'inizio del mese, causando gravi perdite austriache e segnalando l'eventuale vittoria della Prussia sull'Austria durante la guerra. Appena sei giorni dopo la battaglia di Lissa, Austria e Prussia firmarono un accordo di pace preliminare a Nikolsburg. Con la conferma del dominio austriaco sul Mare Adriatico e con i rinforzi in arrivo sul fronte italiano dalla Germania, la posizione negoziale dell'Austria con gli italiani migliorò in modo significativo e l'Italia fu quindi costretta a firmare l'Armistizio di Cormon il 12 agosto. Secondo i termini del successivo trattato di Vienna, firmato il 12 ottobre, l'Italia ottenne il possesso di Venezia, ma nient'altro dall'impero austriaco.
| Anno                                                                  | Navi                                      | Anno | Navi                                                            |
| --------------------------------------------------------------------- | ----------------------------------------- | ---- | --------------------------------------------------------------- |
| 1867                                                                  | Lissa                                     | 1876 | Tegetthoff                                                      |
| 1869                                                                  | Custoza Kaiser                            | 1881 | Ruggiero di Lauria Francesco Morosini                           |
| 1870                                                                  | Erzherzog Albrecht                        | 1882 | Andrea Doria                                                    |
| 1873                                                                  | Caio Duilio Enrico Dandolo                | 1884 | Re Umberto Sicilia                                              |
| 1874                                                                  | Kaiser Max Don Juan d'Austria Prinz Eugen | 1884 | Kronprinz Erzherzog Rudolf Kronprinzessin Erzherzogin Stephanie |
| 1876                                                                  | Italia Lepanto                            | 1885 | Sardegna                                                        |
| Legenda: Regno d'Italia L'Austria-Ungheria                            |                                           |      |                                                                 |
| Si noti che le date si riferiscono a quando furono stabilite le navi. |                                           |      |                                                                 |

La battaglia di Lissa si rivelò il culmine della corsa agli armamenti austro-italici, sebbene la competizione navale tra le due nazioni sarebbe continuata per altri 16 anni. In seguito alla firma del Trattato di Vienna, l'Austria fu isolata diplomaticamente, il che causò una notevole incertezza sul futuro delle sue forze navali. Tegetthoff tuttavia è stato ampiamente elogiato per la sua esibizione a Lissa. Oltre ad essere stato promosso e ricevuto l'Ordine militare di Maria Teresa a nome dell'Impero austriaco, l'imperatore Massimiliano I del Messico, che aveva supervisionato la costruzione dell'intera flotta corazzata austriaca come arciduca Ferdinando Max, si congratulò con Tegetthoff per la sua vittoria e assegnò al vice ammiraglio austriaco la Grande Croce dell'Ordine Imperiale di Nostra Signora di Guadalupe, il più alto Ordine Imperiale che poteva essere conferito dall'imperatore messicano.
Nonostante il suo impatto relativamente limitato sull'esito della Guerra delle sette settimane, la Battaglia di Lissa avrebbe dimostrato di avere un impatto notevole sullo sviluppo della guerra navale per i successivi 60 anni. Come primo impegno navale tra più navi da guerra corazzate nella storia, la Battaglia di Lissa sarebbe stata la più grande battaglia navale avvenuta nel secolo trascorso a cavallo della Battaglia di Trafalgar e la Battaglia di Tsushima. La maggior parte delle principali marine del mondo adottò le tattiche di speronamento di Tegetthoff e successivamente incorporò gli archi di ariete sulle navi da guerra negli anni '20.

### Declino della Regia Marina
Negli anni successivi alla battaglia di Lissa, la Regia Marina cadde in un'era di forte declino. Avendo già superato i suoi bilanci navali di milioni di lire negli anni precedenti a Lissa, la Regia Marina vide la sua riduzione del bilancio negli anni 1860 e 1870. Con il controllo austriaco sul mare Adriatico consolidato dopo la guerra delle sette settimane, entrò nell'era postbellica in uno stato di caos politico e finanziario poiché la maggior parte della leadership della Regia Marina, incluso Persano, era stata disonorata dalla battaglia di Lissa e dal mancato raggiungimento di eventuali guadagni navali nell'Adriatico.
Nell'autunno del 1867, Menabrea, che in precedenza era stato il principale obiettore della costruzione della flotta da battaglia corazzata italiana dopo la morte di Cavour nel 1861, salì al potere come Primo Ministro d'Italia. Meanbrea continuò la sua storia di opposizione alle navi da guerra corazzate e demolì tutti i piani per costruire nuove navi che non erano già state ordinate, poco dopo l'entrata in carica. Questi eventi fecero fermare la costruzione di nuove navi da guerra corazzate dopo la competizione della classe Principe Amedeo. L'Italia non costruì un'altra corazzata fino al 1873.

### Istituzione della marina austro-ungarica

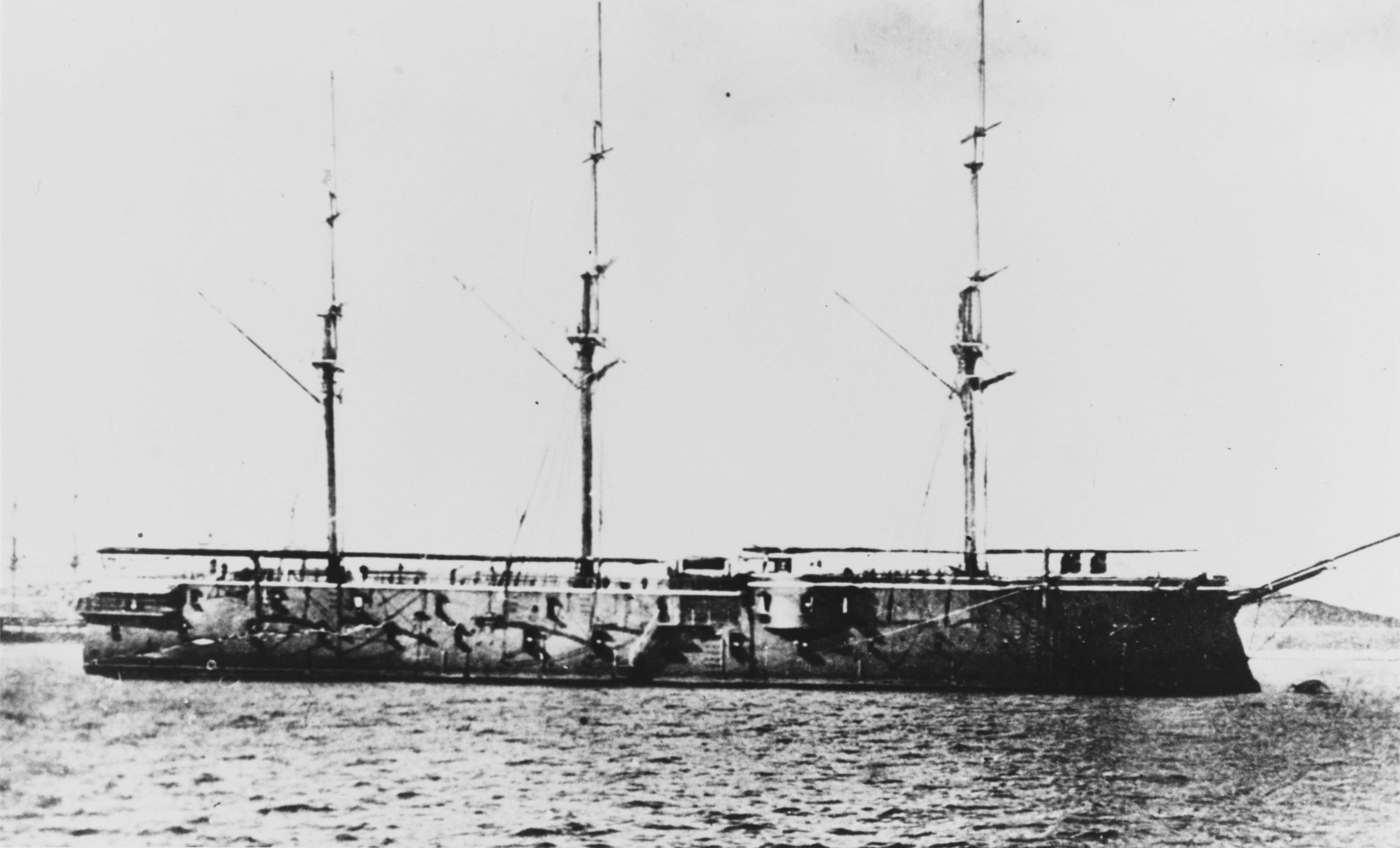
Lissa, la prima corazzata austro-ungarica costruita dopo l'Ausgleich e intitolata alla vittoria austriaca nella battaglia di Lissa

La sconfitta dell'Austria nella Guerra delle Sette Settimane costrinse l'Austria a determinare una nuova serie di politiche estere e domestiche per il futuro, poiché gli interessi dell'Austria sin dai tempi del Sacro Romano Impero erano stati trovati principalmente in Italia e Germania. L'Impero si riformò così nell'Impero austro-ungarico in seguito all'adozione del compromesso austro-ungarico del 1867 (tedesco: Ausgleich), che ristabilì la sovranità del Regno di Ungheria e collocò gli ungheresi all'interno dell'Impero in un parità di condizioni con gli austriaci. Sotto l'Ausgleich, l'imperatore Francesco Giuseppe I sarebbe stato incoronato re d'Ungheria, mentre sarebbe stato istituito un parlamento separato a Pest con poteri per emanare leggi per le terre della Santa Corona d'Ungheria.
Dal 1867 in poi, le abbreviazioni che portano i nomi delle istituzioni ufficiali in Austria-Ungheria riflettevano la loro responsabilità: k. u. k. (Tedesco: kaiserlich und königlich o Imperiale e Reale) era l'etichetta per le istituzioni comuni ad entrambe le parti della Monarchia. Ciò significava che in seguito alla trasformazione dell'Impero austriaco in Impero austro-ungarico, la marina imperiale austriaca fu essa stessa riformata in marina imperiale e reale (in tedesco: kaiserliche und königliche Kriegsmarine ), sebbene la marina fosse comunemente indicata come " kuk Kriegsmarine "o semplicemente la" Marina austro-ungarica ".
Cogliendo l'occasione del declino della Regia Marina negli anni immediatamente successivi alla Battaglia di Lissa, Tegetthoff lavorò per continuare gli sforzi dell'arciduca Ferdinando Max di espandere la flotta corazzata dell'ormai Marina austro-ungarica. Tegetthoff trovò alleati politici nel ministro della guerra austro-ungarico Carl von Franck e nell'ammiraglio in pensione Bernhard von Wüllerstorf-Urbair. Le principali argomentazioni di Wüllerstorf e Franck a favore del proseguimento del coraggioso programma in cui l'Austria si era impegnata prima della guerra delle sette settimane si basavano in gran parte su basi economiche. I due credevano che la costruzione di nuove navi da guerra corazzate avrebbe ringiovanito l'economia dell'Austria-Ungheria in seguito alla sconfitta per mano della Prussia e dell'Italia e che tale flotta avrebbe contribuito ad aprire nuove opportunità commerciali nel Levante e nel Medio Oriente. Queste proposte sarebbero comunque state accantonate mentre l'Austria continuava a ribellarsi alle sconfitte militari subite dalla Prussia, e diversi rimpasti di governo da parte dell'imperatore Francesco Giuseppe I risultarono in un governo più interessato a perseguire la vendetta contro la Prussia che a costruire nuove corazzate, che sarebbero state di scarsa utilità in un'ipotetica seconda guerra con la Prussia.
Tuttavia, nel primo bilancio approvato a seguito dell'Ausgleich, furono stanziati fondi per rinnovare e potenziare le più antiche corazzate di ferro, Drache e Salamander dell'Austria-Ungheria. Furono messi da parte fondi aggiuntivi per armare l'intera flotta con il nuovo cannone RML 7-inch gun dal Regno Unito. Inoltre, la prima corazzata del dopoguerra della marina austro-ungarica, Lissa, fu posta nel cantiere dello Stabilimento Tecnico Triestino a San Marco nel giugno 1867. Nell'ambito delle riforme post- Ausgleich, L'Austria-Ungheria tentò di conquistare la Francia e l'Italia come potenziali alleati per frenare la futura espansione prussiana. Questa potenziale alleanza e un riorientamento della politica estera austro-ungarica verso la Germania minacciarono lo sviluppo della marina austro-ungarica e quindi la costruzione di ulteriori corazzate, anche se i colloqui alla fine fallirono dopo che Francia e Italia non poterono concordare sulla questione romana.

### L'Era Tegetthoff: 1868-1871

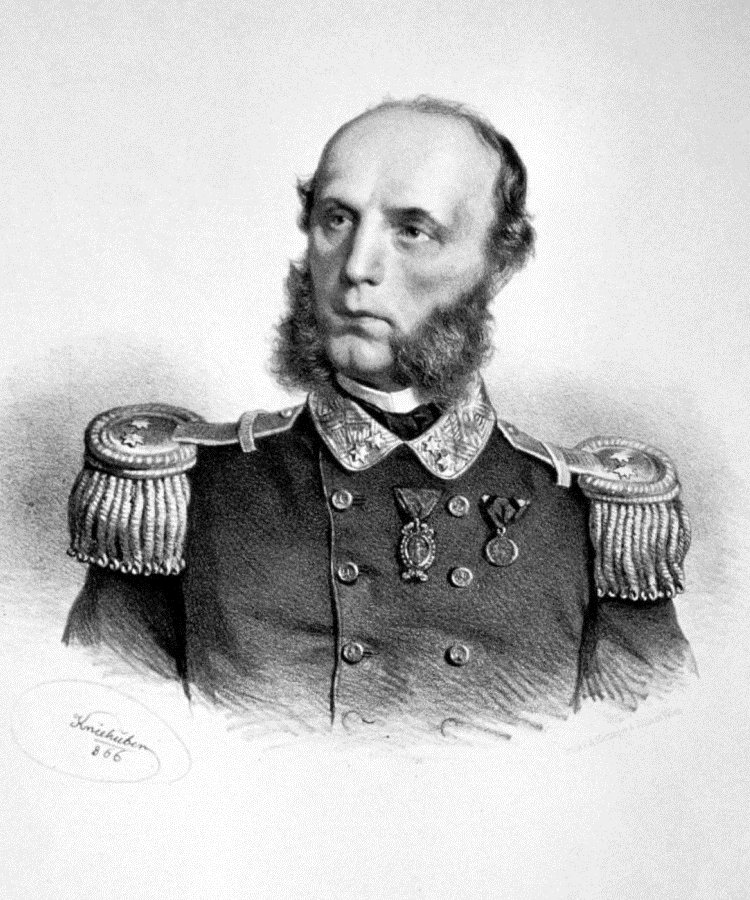
Wilhelm von Tegetthoff, comandante austriaco nella battaglia di Lissa e Marinekommandant della marina austro-ungarica a seguito della guerra delle sette settimane

Tegetthoff fu nominato capo della sezione navale del ministero della Guerra e nominato alla carica di Marinekommandant all'inizio del 1868, rendendolo il capo operativo e politico della marina austro-ungarica. Si recò rapidamente al lavoro riformando le attività, la struttura e i regolamenti che governavano la Marina austro-ungarica. Come parte di questa vasta serie di riforme, Tegetthoff iniziò anche a elaborare il primo progetto di flotta da battaglia che la marina aveva visto dalla proposta di Ferdinand Max nel 1858. Mentre il bilancio del 1868 aveva incluso fondi che sarebbero stati eventualmente utilizzati per convertire la nave Kaiser in una nave di casamatta corazzata, Tegetthoff aveva piani molto più ambiziosi. Nel settembre del 1868, il Marinekommandant descrisse la sua proposta all'imperatore Francesco Giuseppe I. Il piano prevedeva un massiccio reinvestimento nella flotta corazzata Austria-Ungheria, con l'obiettivo finale di circa 15 navi da guerra corazzate e altre 19 navi da guerra senza armatura di vario tipo. Tegetthoff intendeva che la flotta di ferro fosse la spina dorsale della Marina austro-ungarica, assicurando la sua influenza nell'Adriatico e persino nel Mediterraneo.
Mentre la Regia Marina si stava ancora riprendendo dal caos politico che si era impadronito della sua schiera dopo la sconfitta di Lissa due anni prima, questa proposta offrì l'opportunità all'Austria-Ungheria di assicurarsi finalmente il dominio navale sulla sua controparte italiana e di porre fine alle corsa agli armamenti navali in cui le due nazioni erano state impegnate dal 1860. Il piano di Tegetthoff era la proposta più costosa mai presentata per conto della marina fino a quel momento, con un costo finale di 25.300.000 di fiorini e la costruzione delle corazzate avrebbe avuto luogo un periodo di dieci anni.
Sebbene Tegetthoff trovò supporto per il progetto dall'imperatore Francesco Giuseppe I, il comandante della marina doveva ancora ottenere l'approvazione delle delegazioni austriaca e ungherese per gli affari comuni per procedere con il piano. Presentando la sua proposta alle delegazioni nel dicembre 1868, Tegetthoff ottenne l'approvazione per iniziare a procedere con i suoi piani, con 8.800.000 fiorini dedicati al bilancio della marina austro-ungarica del 1869. Mentre questo era solo un leggero aumento rispetto al 1868, i fondi aggiuntivi furono sufficienti per la marina per iniziare la costruzione di due nuove corazzate, Custoza ed Erzherzog Albrecht. Furono le prime corazzate austro-ungariche ad essere costruite dopo che la marina ebbe terminato lo studio dei risultati della battaglia di Lissa. Ancora una volta, l'ingegnere capo Josef von Romako, che aveva progettato tutte le precedenti navi corazzate della marina, aveva il compito di preparare i progetti per due nuove navi da guerra. Le lezioni che Romako trasse dalla battaglia di Lissa conferirono credibilità all'idea che le nuove navi avrebbero dovuto favorire l'armatura pesante e la capacità di fuoco per consentire a entrambe le navi di attaccare efficacemente con i loro arieti. Questo cambiamento di progettazione rispetto alle precedenti corazzate richiedeva tuttavia compromessi sul numero di cannoni e sulla potenza dei macchinari di ciascuna nave; per compensare il trasporto di un minor numero di cannoni, Romako adottò lo stesso modello di nave della casamatta di Lissa. A differenza della Lissa con scafo in legno, tuttavia, gli scafi di Custoza ed Erzherzog Albrecht sarebbero stati costruiti con ferro, le prime navi da guerra austro-ungariche principali con un tale design. Custoza fu stabilita dallo Stabilimento Tecnico Triestino a Trieste nel novembre 1869, mentre Erzherzog Albrecht seguì nel giugno 1870.
Tegetthoff diede seguito a questi progressi con una nuova proposta per il bilancio del 1870, che avrebbe stabilito bilanci annuali fissi simili alle leggi navali tedesche che il segretario di Stato tedesco per la Marina, Alfred von Tirpitz, avrebbe istituito verso la fine del secolo. Questa volta, tuttavia, Tegetthoff era emerso dai dibattiti politici a Vienna e Pest con una vittoria solo parziale. Mentre il bilancio della marina di austro-ungarica del 1870 era stato aumentato a 9.800.000 fiorini, le delegazioni avevano respinto la proposta del Marinekommandant di affidare un budget fisso, e di ulteriori fondi per le nuove corazzate. Queste restrizioni di bilancio comportarono la costruzione di Erzherzog Albrecht con un progetto leggermente più piccolo di Custoza. Ciononostante, nei quattro anni successivi alla battaglia di Lissa, la marina austro-ungarica aveva iniziato a lavorare su tre nuove corazzate di ferro e la più vecchia nave della linea Kaiser era stata trasformata in una corazzata di casamatta.

## Gli sviluppi degli anni 1870 e 1880

### Austria-Ungheria

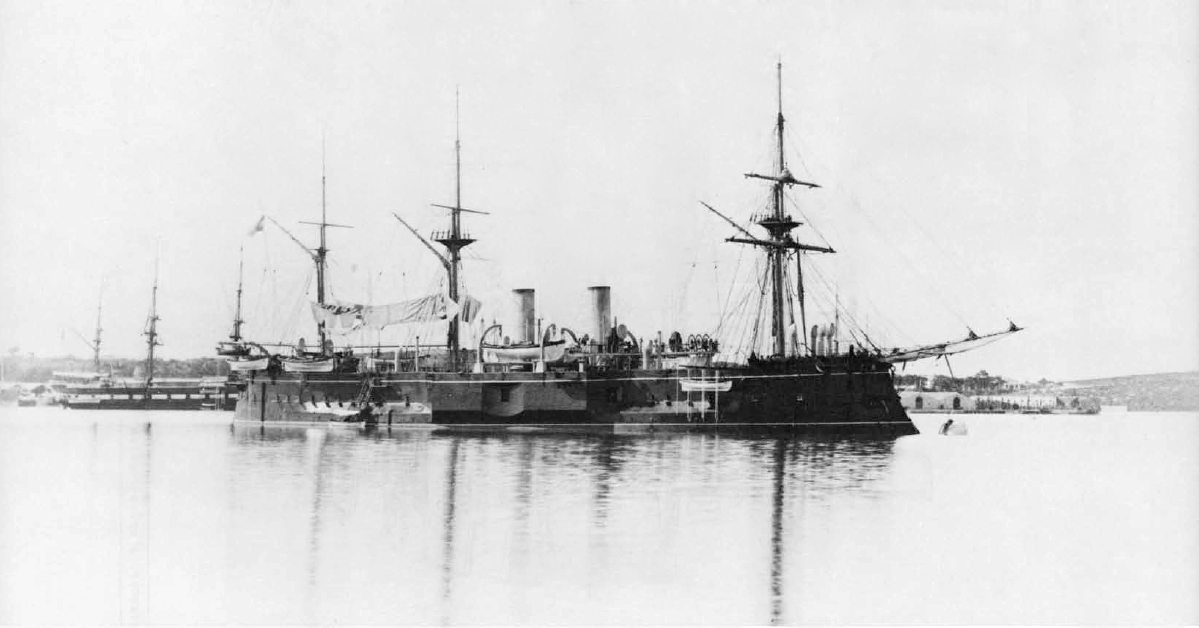
Tegetthoff, una delle ultime navi da guerra corazzate della marina austro-ungarica

Mentre Tegetthoff trascorse gran parte del 1870 osservando la guerra franco-prussiana e assicurando fondi per affrettare il completamento delle corazzate già in costruzione, le nuove corazzate che l'Austria-Ungheria stava costruendo avevano iniziato a avvicinare Tegetthoff al suo ambizioso obiettivo di 15 navi corazzate entro il 1878. Tuttavia, dopo aver ottenuto nuovi fondi nel gennaio 1871 per accelerare l'acquisizione della corazzata di fabbricazione britannica di Custoza ed Erzherzog Albrecht, la salute di Tegetthoff regredì rapidamente. Dopo aver preso la polmonite dopo essere tornato a casa durante un temporale, Tegetthoff morì nell'aprile del 1871. La sua morte segnò anche un periodo di sostanziale declino per la Marina austro-ungarica, mentre le mutevoli prospettive politiche dell'Europa di fronte alla recentemente conclusa guerra franco-prussiana recentemente, unita al miglioramento delle relazioni austro-italiane nel decennio a venire, minò gravemente gli argomenti futuri per l'espansione della marina austro-ungarica.
Il successore di Tegetthoff nell'ufficio di Marinekommandant era il suo vecchio rivale politico, Friedrich von Pöck. Mentre comandava il Kaiser della seconda linea nella seconda guerra dello Schleswig, Pöck aveva ricevuto incarichi a terra durante la Guerra delle sette settimane, negandogli lo stesso tipo di fama e ammirazione pubblica di cui Tegetthoff aveva goduto dopo la battaglia di Lissa. Quasi immediatamente dopo l'entrata in carica, Pöck affrontò i cronici problemi di bilancio, dovuti in gran parte all'ostruzionismo degli ungheresi e dei tedeschi liberali all'interno del governo austro-ungarico, i primi che consideravano le questioni navali come una preoccupazione austriaca e il secondo che si opponeva all'espansione navale alla luce del continuo deterioramento della Regia Marina, a seguito della battaglia di Lissa. Inoltre, poiché non era coinvolto nella vittoria di Tegetthoff nella battaglia di Lissa, gli mancava il prestigio personale per guadagnarsi il rispetto del governo, che Tegetthoff aveva usato con successo per garantire la costruzione di quattro corazzate nei quattro anni successivi alla Guerra delle sette settimane. Di conseguenza, durante il suo mandato Pöck ebbe grandi difficoltà a garantire il finanziamento di nuove navi da guerra corazzate.
Pöck ottenne infine l'approvazione per una nuova corazzata, la Tegetthoff, nel 1875, ma non riuscì a convincere le delegazioni a stanziare fondi per una nave gemella che aveva pianificato di nominare Erzherzog Karl. La Tegetthoff fu costruita nell'aprile del 1876, l'unica corazzata che sarebbe stata costruita per i successivi otto anni. Di fronte alla riluttanza all'interno del governo austro-ungarico di rafforzare ulteriormente la flotta, Pöck ricorse a un sotterfugio per acquisire i fondi di cui aveva bisogno. Nel 1875, chiese un aumento del budget per "ricostruire" le tre vecchie corazzate di ferro Kaiser Max. In effetti, Pöck vendette le vecchie navi come rottami, riutilizzando solo i loro macchinari, piastre di armatura e altri accessori per la costruzione di tre nuove navi, che avevano gli stessi nomi per oscurare il suo gioco di prestigio.
Durante tutto questo periodo, il bilancio annuale della marina continuò a scendere, da un picco di 11.100.000 di fiorini nel 1872 a 8.500.000 di fiorini nel 1880. Pöck continuò a spingere per un'altra nuova corazzata, ma nel 1880 i suoi sforzi furono solo simbolici: nelle sue stime di bilancio proposte per l'anno, incluse una nuova nave da guerra corazzata, ma in realtà non stanziò alcun finanziamento per essa. Incapace di aumentare la forza della flotta corazzata, Pöck si rivolse a mezzi meno costosi per difendere la costa dell'Austria-Ungheria, incluso lo sviluppo di mine navali e siluri semoventi. Ordinò la prima torpediniera, Torpedoboot I, dalla Gran Bretagna nel 1875, seguita da altre cinque dalla Gran Bretagna e altre quattro dai cantieri domestici successivamente. Alla fine del 1870 e all'inizio del 1880, ordinò anche ai quattro siluri incrociatori Zara, Spalato, Sebenico e Lussin.

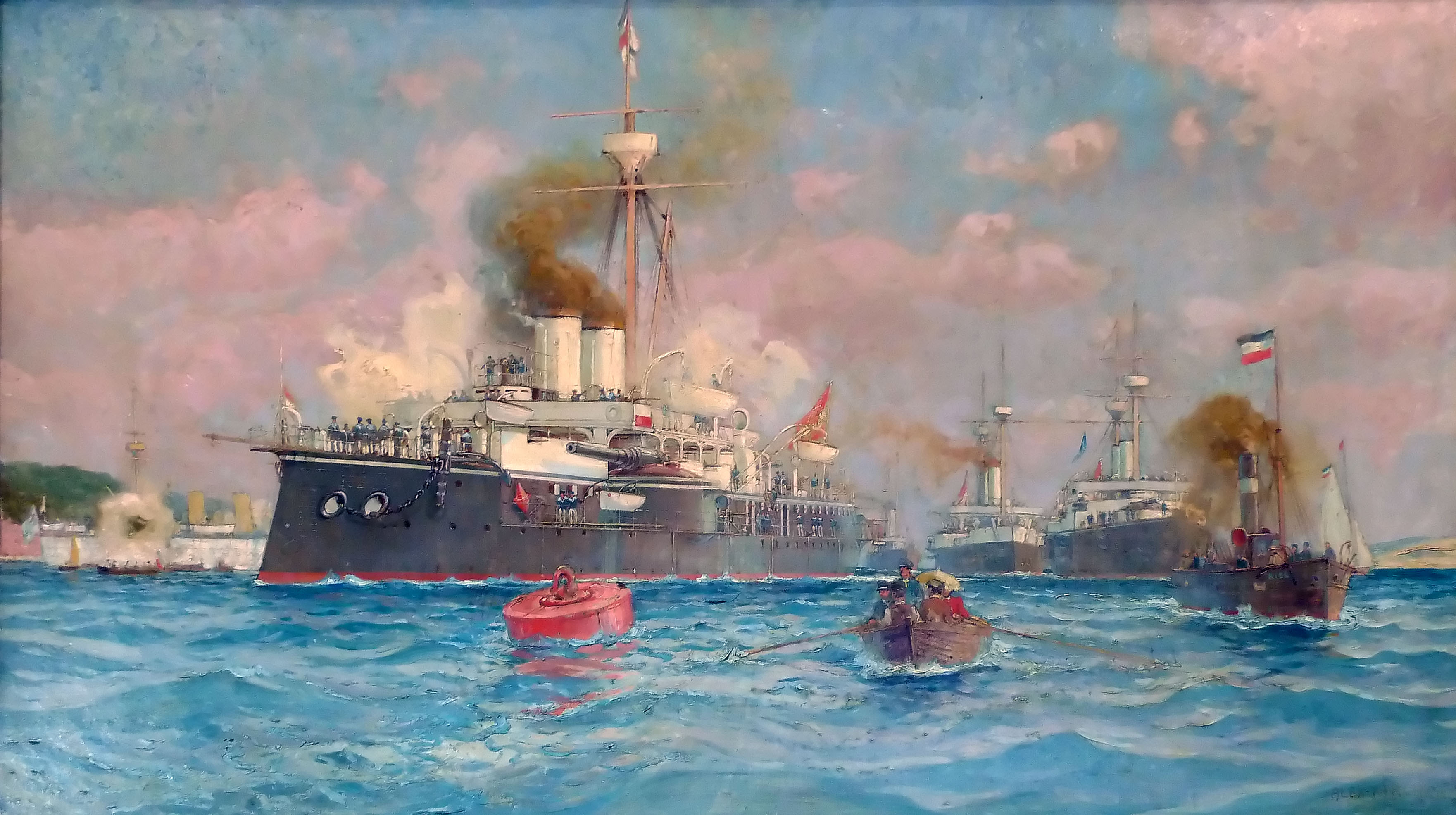
Un dipinto di Alexander Kircher che raffigura le ultime due corazzate austro-ungarici, Kronprinz Erzherzog Rudolf e Kronprinzessin Erzherzogin Stephanie a Kiel nel 1890

Questi nuovi ordini segnarono non solo un cambiamento nella politica navale austro-ungarica, ma anche la fine della partecipazione dell'Impero alla corsa agli armamenti corazzati, sebbene nel 1884 sarebbero state costruite due corazzate definitive. Pöck riuscì a garantire finanziamenti per la prima di queste due navi nel 1881, dopo aver ottenuto l'autorizzazione per Kronprinz Erzherzog Rudolf in sostituzione della vecchia Salamander rivestita di ferro. Il progetto per la nuova nave fu preparato da Josef Kuchinka, il direttore della costruzione navale e il successore di Romako. Kronprinz Erzherzog Rudolf fu costruita nel gennaio 1884.
Una seconda corazzata e l'ultima dell'Austria-Ungheria, la Kronprinzessin Erzherzogin Stephanie, fu autorizzata poco dopo dal successore di Pöck, Maximilian Daublebsky von Sterneck. Alla fine Sterneck dovette ricorrere agli stessi trucchi di bilancio impiegati in precedenza da Pöck per costruire la Kronprinzessin Erzherzogin Stephanie. Fu costruita nel novembre 1884 utilizzando fondi che erano stati assegnati per modernizzare la corazzata Erzherzog Ferdinand Max. Sterneck tentò di nascondere l'inganno riferendosi ufficialmente alla nave come Ferdinand Max, sebbene l'attuale Ferdinand Max fosse ancora ancorata a Pola come nave scuola. Alla fine le delegazioni accettarono il fatto compiuto della costruzione della corazzata e la nuova nave fu commissionata sotto il nome di Kronprinzessin Erzherzogin Stephanie nel luglio 1889. Dopo la costruzione di queste due corazzate finali, passò quasi un altro decennio prima che la marina Austro- ungherese ricevette nuovi finanziamenti per le nuove navi di linea, tre navi da difesa costiera della classe Monarch iniziate nel 1893.

### Italia
La sconfitta dell'Italia nella battaglia di Lissa continuò a inibire l'espansione navale negli anni 1870. Una commissione navale convocata nel 1871 concluse che le capacità della Regia Marina nell'Adriatico e nel Mediterraneo erano così scarse rispetto ai vicini che la futura politica navale italiana avrebbe dovuto essere orientata più verso la difesa costiera che non per costruire una potente flotta da battaglia. I risultati della commissione raccomandarono che i fondi futuri avrebbero dovuto essere distolti dalla costruzione di ulteriori corazzate, verso la creazione di oltre 30 forti costieri. Questi risultati portarono alla riduzione del bilancio navale dell'Italia del 1871 a 26.800.000 lire, l'importo più basso mai concesso alla Regia Marina negli anni successivi a Lissa. Per inciso, il bilancio del 1871 segnò anche l'unica volta nella storia in cui la Marina Regia ricevette meno fondi della Marina austro-ungarica. Il bilancio del 1871 segnò comunque il nadir delle fortune navali italiane, poiché i budget successivi aumentarono lentamente durante gli anni 1870 mentre l'ingegnere navale di nuova nomina Benedetto Brin lavorava per ricostruire la Regia Marina.
Brin iniziò a lavorare su un nuovo design per una corazzata italiana che avrebbe iniziato la transizione delle navi dalle corazzate alle navi da battaglia che sarebbero arrivate a dominare le marine degli inizi del XX secolo. Il suo progetto iniziale respinse il concetto di casamatta che costituiva la maggior parte delle corazzate esistenti dell'epoca, e invece si basò sul disegno della nave a torretta che esisteva nell'affondatore. Questo disegno incorporava uno scafo interamente in ferro e acciaio e centrato attorno a quattro cannoni posizionati su due grandi torrette. Le argomentazioni di Brin a favore della costruzione di una nave da guerra di questa portata si basarono sull'isolamento diplomatico italiano dopo la guerra franco-prussiana, poiché l'Italia ebbe scarse relazioni con l'Austria-Ungheria e la Francia dopo che fallirono i negoziati per allearsi con entrambi alla fine del 1860. L'apertura del Canale di Suez nel 1869 aumentò notevolmente anche il traffico commerciale nel Mediterraneo, che prometteva di far crescere l'economia italiana e la marina mercantile negli anni successivi. Una nuova flotta di navi sarebbe stata quindi necessaria per proteggere gli interessi italiani nel Mediterraneo. Alla fine Brin ottenne il sostegno politico nella Camera dei deputati per la costruzione di due navi costruite su suo disegno. Queste due navi sarebbero diventate la Caio Duilio e la Enrico Dandolo della classe Caio Duilio. Entrambe le navi furono varate nel gennaio 1873, con la Caio Duilio in costruzione presso il cantiere navale Regio Cantiere di Castellammare di Stabia, e la nave gemella Enrico Dandolo all'Arsenale di La Spezia. I quattro cannoni di ogni nave, così come i loro motori, furono costruiti nel Regno Unito e importati, il che aumentò il costo delle già costose navi da guerra.
Prima che una di queste navi venisse varata, tuttavia, la Camera dei deputati acconsentì alla costruzione di due corazzate aggiuntive per accompagnare la classe Caio Duilio. Le corazzate della classe Italia furono tra le più grandi navi da guerra corazzate al mondo al momento della loro messa in servizio. La classe Italia consisteva nelle corazzate Italia e Lepanto. Entrambe le navi furono progettate da Brin, che scelse di scartare interamente la tradizionale armatura di cintura di ferro, basandosi invece su una combinazione di velocità molto elevata e ampia suddivisione interna per proteggere le navi.

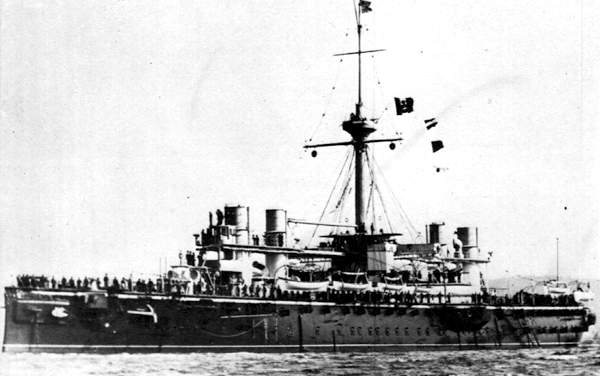
La corazzata italiana Leponto a La Spezia

Come seconda classe del nuovo programma di navi da guerra italiano progettato per dare alla Regia Marina numeri favorevoli sulla marina austro-ungarica, la classe Italia non solo presentò il desiderio dell'Italia di ricostruire la sua potenza navale dopo la battaglia di Lissa, ma segnalò anche un'era di tecnologia in evoluzione che avrebbe presto messo fine alla corsa agli armamenti corazzati tra Italia e Austria-Ungheria, e in effetti alle stesse corazzate. Il design della classe Italia, come la velocità, l'armatura leggera e l'armamento con cannoni di 17 pollici (430 mm), portò alcuni storici navali a riferirsi alla classe Italia come prototipi di incrociatori da battaglia, confondendo i confini tra "corazzate" e le future navi da guerra che avrebbero dominato all'inizio del XX secolo. L'Italia fu stabilita al Regio Cantiere di Castellammare di Stabia nel gennaio 1876, mentre il Cantiere navale fratelli Orlando iniziò la costruzione della Lepanto nel novembre dello stesso anno.
Dopo il suo successo con la progettazione e l'ottenimento dei fondi necessari per costruire le corazzate di classe Caio Duilio e Italia, Brin fu nominato Ministro della Marina italiano nel marzo 1876. Dopo essersi insediato, iniziò a elaborare piani per una grande espansione della flotta, la più grande nella storia italiana. Brin immaginò una moderna Regia Marina di 16 navi corazzate, 10 incrociatori e 46 navi da guerra più piccole. Il progetto avrebbe richiesto un decennio per essere implementato e sarebbe costato 146 milioni di lire. Brin ottenne il sostegno del re Vittorio Emanuele II per il piano nel novembre 1876 e nove mesi più tardi la Camera dei deputati approvò il pacchetto, comprese le riforme interne multiple all'interno della Regia Marina progettate per risparmiare denaro per l'attuazione del piano di Brin, incluso lo smantellamento e demolizione di alcune navi da guerra più vecchie. Quando l'Italia fu dispiegata nella Regia Marina nell'ottobre 1885, tutte e tre le navi della classe Principe di Carignano, così come la corazzata Re di Portogallo, erano state demolite o dismesse.

## Fine della corsa agli armamenti

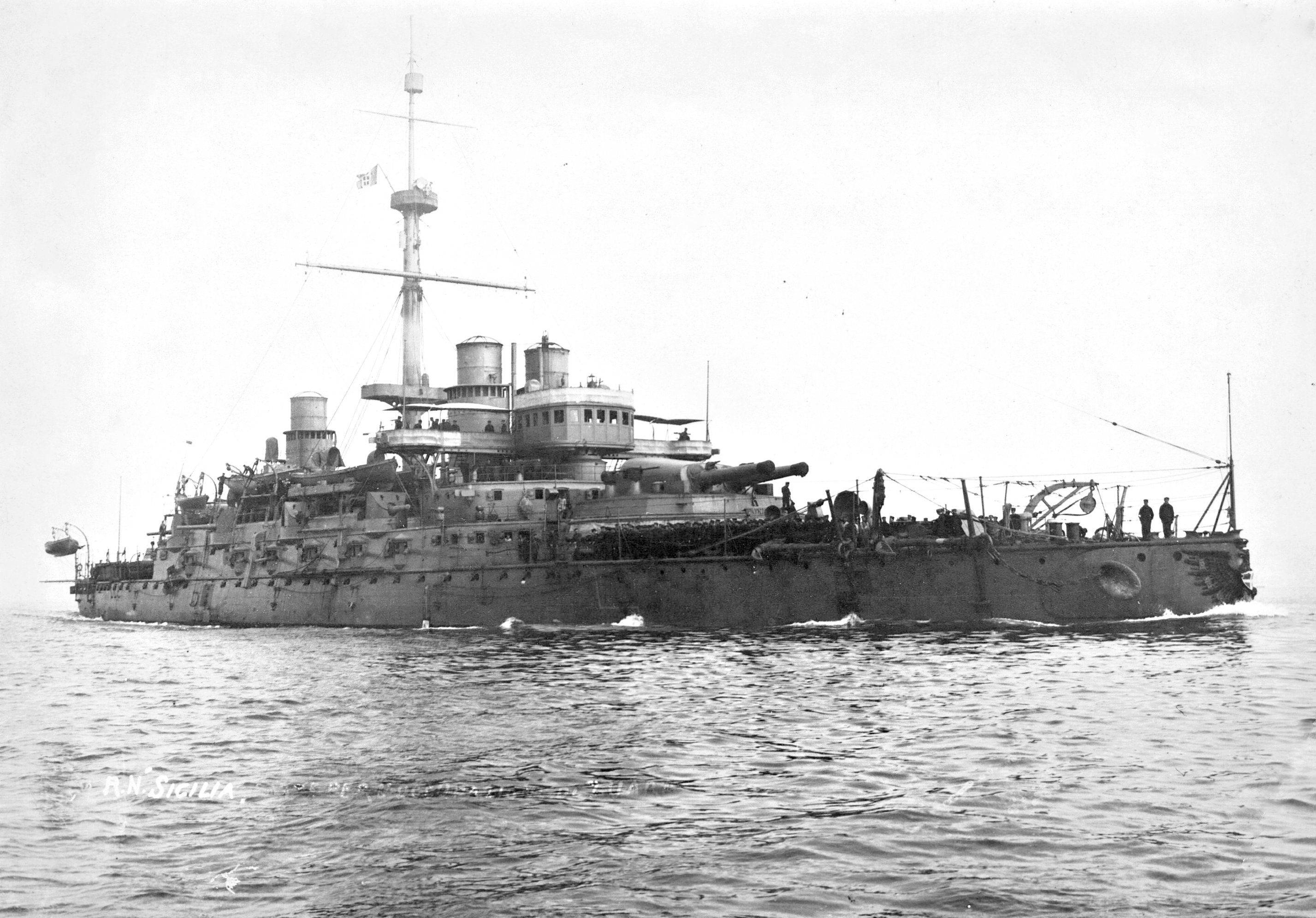
Sicilia, una delle ultime navi da guerra corazzate della Regia Marina

Gli sviluppi politici e tecnologici nel corso degli anni 1870 e 1880 portarono infine alla fine della corsa agli armamenti navali, in cui Austria-Ungheria e Italia erano impegnati da circa 20 anni. I principali motori politici e tecnologici di ciò sarebbero state la firma della Triplice Alleanza nel 1882 e l'emergere della navi da battaglia pre-dreadnought.
L'Italia avrebbe costruito altre due classi di corazzate, la classe Ruggiero di Lauria e la classe Re Umberto. Tuttavia, quando Ruggiero di Lauria, la prima nave della sua classe omonima, fu iniziata ad essere costruita dal Regio Cantiere di Castellammare di Stabia il 3 agosto 1881, la corsa agli armamenti corazzati tra Italia e Austria-Ungheria stava per concludersi. Il completamento della Sardegna nel febbraio 1895, l'ultima corazzata della Regia Marina, diede all'Italia la terza più grande marina al mondo, dietro solo il Regno Unito e la Francia. Nonostante ciò, quando le navi finali della classe Re Umberto furono completate, il Regno Unito aveva già iniziato a costruire le navi da battaglia della classe Royal Sovereign, le prime navi da battaglia pre-dreadnought, che rendevano obsolete le vecchie corazzate. Inoltre, il progresso tecnologico, in particolare nelle tecniche di produzione dell'armatura - prima l'armatura Harvey e poi l'armatura Krupp contribuirono alla rapida obsolescenza delle navi.

### Nascita della nave da battaglia

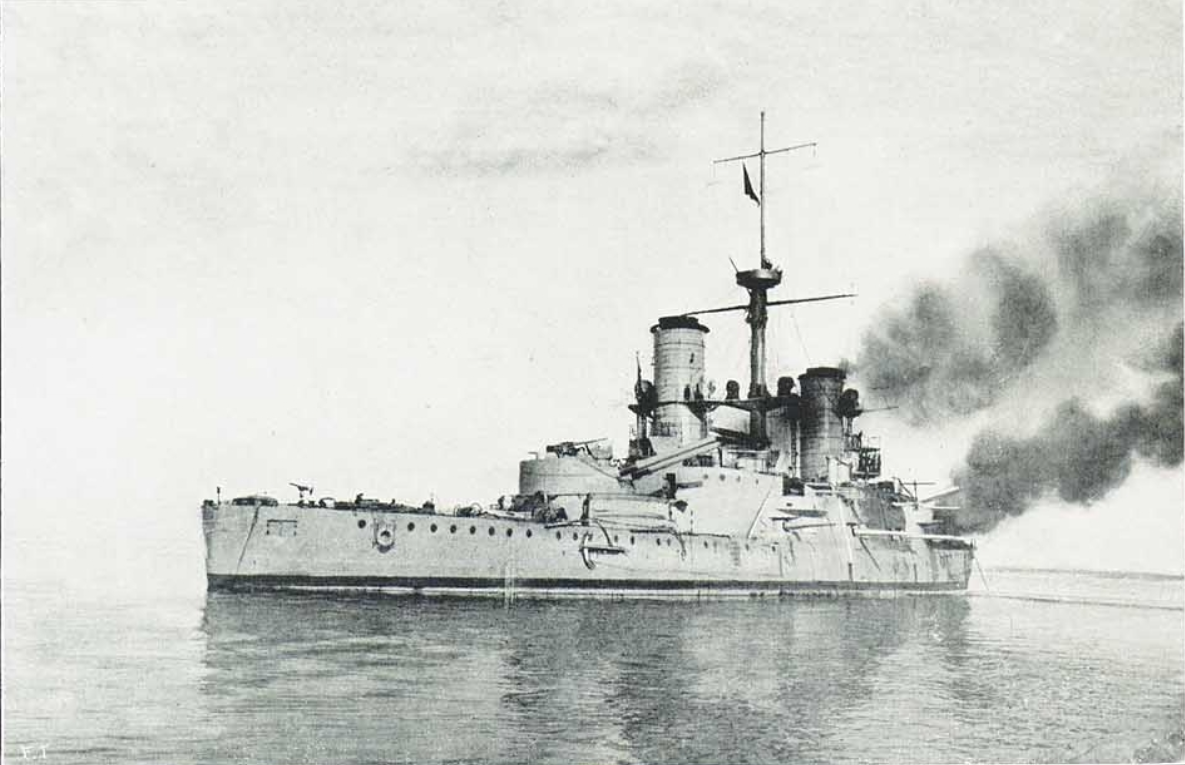
La corazzata italiana pre-Dreadnought

Entro il 1880, il concetto di corazzata stava cedendo il passo a quello della nave da battaglia. Questo decennio segnò l'inizio dell'era della "navi da battaglia pre-dreadnought", navi da guerra costruite tra la metà degli anni 1880 e il 1905. La distinzione tuttavia tra l'era delle corazzate e l'era delle navi da battaglia è sfumata dal fatto che i progetti delle corazzate si sono evoluti senza soluzioni di continuità nel tempo in navi da battaglia. Lo si può vedere nello schema delle ultime corazzate costruite da Austria-Ungheria e Italia, che in contrasto con le più antiche corazzate di ogni nazione, illustrano le principali differenze nel design e nella costruzione. Le corazzate e le pre-dreadnought degli anni 1870 e 1880 erano in gran parte costruite in acciaio e protette da armature di acciaio temprato, al contrario dei disegni di placcatura in ferro e di casamatta delle vecchie corazzate. Le distinzioni tra corazzate successive e corazzate pre-dreadnought si trovano anche negli armamenti e nei sistemi di propulsione di ogni nave. I pre-dreadnoughts trasportavano una batteria principale di cannoni molto pesanti in barbette, che erano supportate da una o più batterie secondarie di cannoni più piccoli. Erano inoltre alimentati da motori a vapore a tripla espansione alimentati a carbone.
La distinzione tra corazzate e pre-dreadnought si sfumò anche nelle marine straniere fuori dall'Italia e della Austria-Ungheria, in particolare nella Royal Navy britannica con la classe Admiral, ordinata nel 1880. Queste navi riflettevano gli sviluppi del design corazzato, essendo protette da armature composte di ferro e acciaio piuttosto che da ferro battuto. Dotato di cannoni a carica podalica di 12–16 pollici (305–406 mm), gli ammiragli continuarono la tendenza delle navi da guerra corazzate verso armi di grosse dimensioni. I cannoni erano montati in barbette aperte per risparmiare peso. Alcuni storici vedono queste navi come un passo verso pre-dreadnoughts; altri li vedono come un design confuso e senza successo.

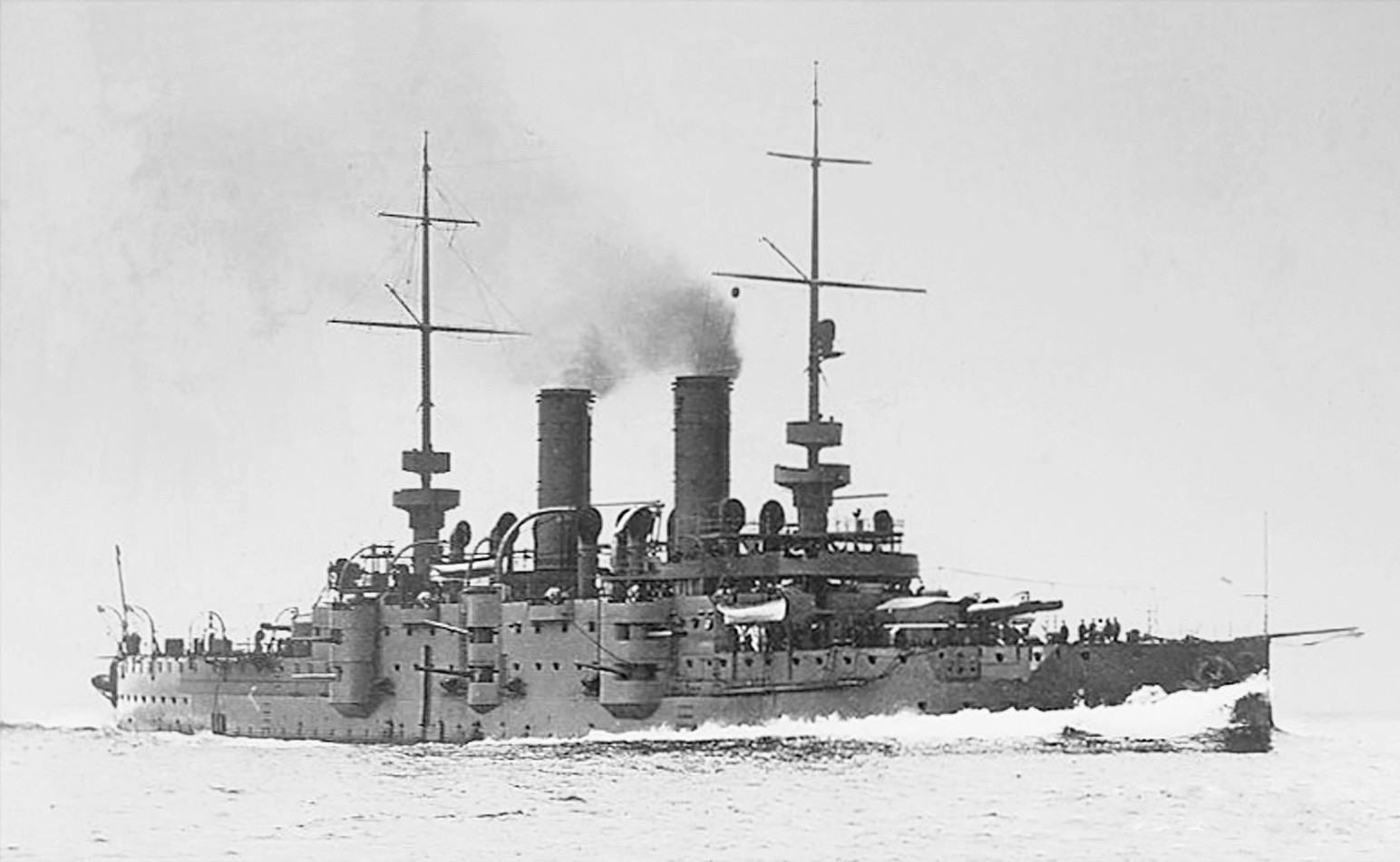
La corazzata austro-ungarica pre-Dreadnought

Contrariamente allo sviluppo caotico delle navi da guerra corazzate nei decenni precedenti, gli anni 1890 videro che le marine di tutto il mondo iniziarono a costruire navi da guerra su un progetto comune mentre dozzine di navi seguivano essenzialmente il progetto della classe British Majestic. La somiglianza nell'aspetto delle navi da guerra negli anni 1890 fu sottolineata dal numero crescente di navi in costruzione. Nuove potenze navali come Germania, Giappone, Stati Uniti, Italia e Austria-Ungheria, iniziarono a dotarsi di flotte di pre-dreadnoughts, mentre le marine del Regno Unito, della Francia e della Russia si dovettero espandere per fronteggiare queste nuove minacce. Lo scontro decisivo delle flotte pre-Dreadnought fu tra la Marina imperiale russa e la Marina imperiale giapponese durante la battaglia di Tsushima nel 1905.
Le stesse pre-dreadnoughts sarebbero state successivamente rese obsolete dall'arrivo della HMS Dreadnought nel 1906. La Dreadnought seguì la tendenza nel design della corazzata fino a cannoni più pesanti e di più lunga portata adottando uno schema di armamento "tutto grosso" di dieci cannoni da 12 pollici. Anche i suoi innovativi motori a turbina a vapore la resero più veloce. Le pre-dreadnoughts esistenti furono decisamente surclassate, e da quel momento in poi nuove e più potenti navi da battaglia furono conosciute come dreadnoughts mentre le navi che erano state costruite prima, furono ideate come pre-dreadnoughts.

### La triplice alleanza del 1882

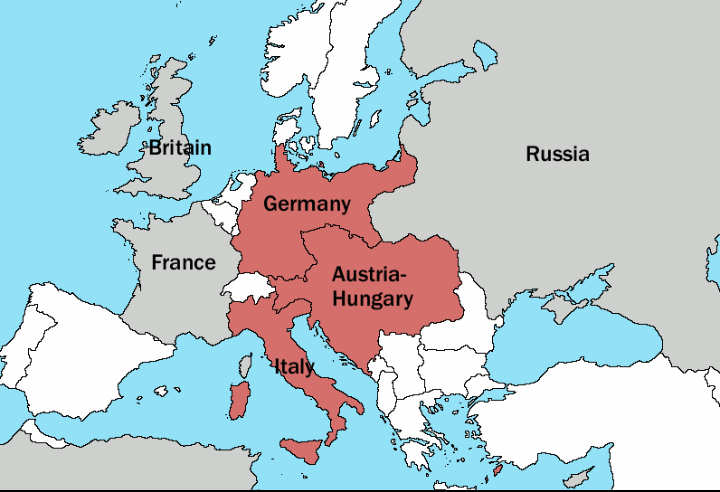
La triplice alleanza nel 1913. La Triplice intesa è ombreggiata in grigio.

La natura mutevole delle alleanze politiche nel 1880 segnò anche la fine della corsa agli armamenti. Per 20 anni, sia l'Italia che l'Austria-Ungheria avevano usato la minaccia dell'altro per giustificare l'impegno nella costruzione e nell'acquisto di numerose navi da guerra corazzate. Tuttavia, in seguito al primo scioglimento della Lega dei Tre Imperatori nel 1878, il ministro degli esteri austro-ungarico, il barone Heinrich Karl von Haymerle, iniziò i negoziati con Roma per migliorare le relazioni tra Italia e Austria-Ungheria. Pöck si oppose con forza per non migliorare le relazioni con l'Italia, riconoscendo che un'Italia amica avrebbe reso effettivamente inutili tutte le argomentazioni per una marina marittima austro-ungarica. Tuttavia, l'ottica della politica estera italiana dal 1860 era cambiato considerevolmente, e da allora l'attenzione dell'Italia si era allontanata dal Tirolo e da Trieste e si era spostata verso il Nord Africa. Nel tentativo di reindirizzare le ambizioni territoriali italiane lontano dall'Austria-Ungheria, Haymerle incoraggiò le rivendicazioni italiane su Tunisi e promise il sostegno diplomatico dell'Austria-Ungheria ai piani coloniali italiani in Nord Africa in cambio di garanzie italiane di rispetto dell'influenza austro-ungarica nei Balcani.
L'Italia fu ulteriormente distratta dall'Austria-Ungheria e dalla corsa agli armamenti navali tra le due nazioni quando la Francia istituì un protettorato sulla Tunisia nel maggio 1881. L'Italia aveva bramato il Beylik di Tunisi come parte delle sue stesse ambizioni coloniali. Il sentimento anti-francese in seguito prese l'opinione pubblica, la stampa e i politici italiani, ma essendo priva di alleati, l'Italia era impotente a fermare l'incorporazione della Tunisia nell'impero coloniale francese. Di conseguenza, i tentativi austro-ungarici di migliorare le relazioni con l'Italia iniziarono ad essere accolti calorosamente a Roma, portando fino alla visita a Vienna da parte del re Umberto I nell'ottobre 1881. Ciò fu seguito dalla firma della Triplice Alleanza tra l'Italia, Austria-Ungheria e Germania nel maggio 1882.

### Conseguenze

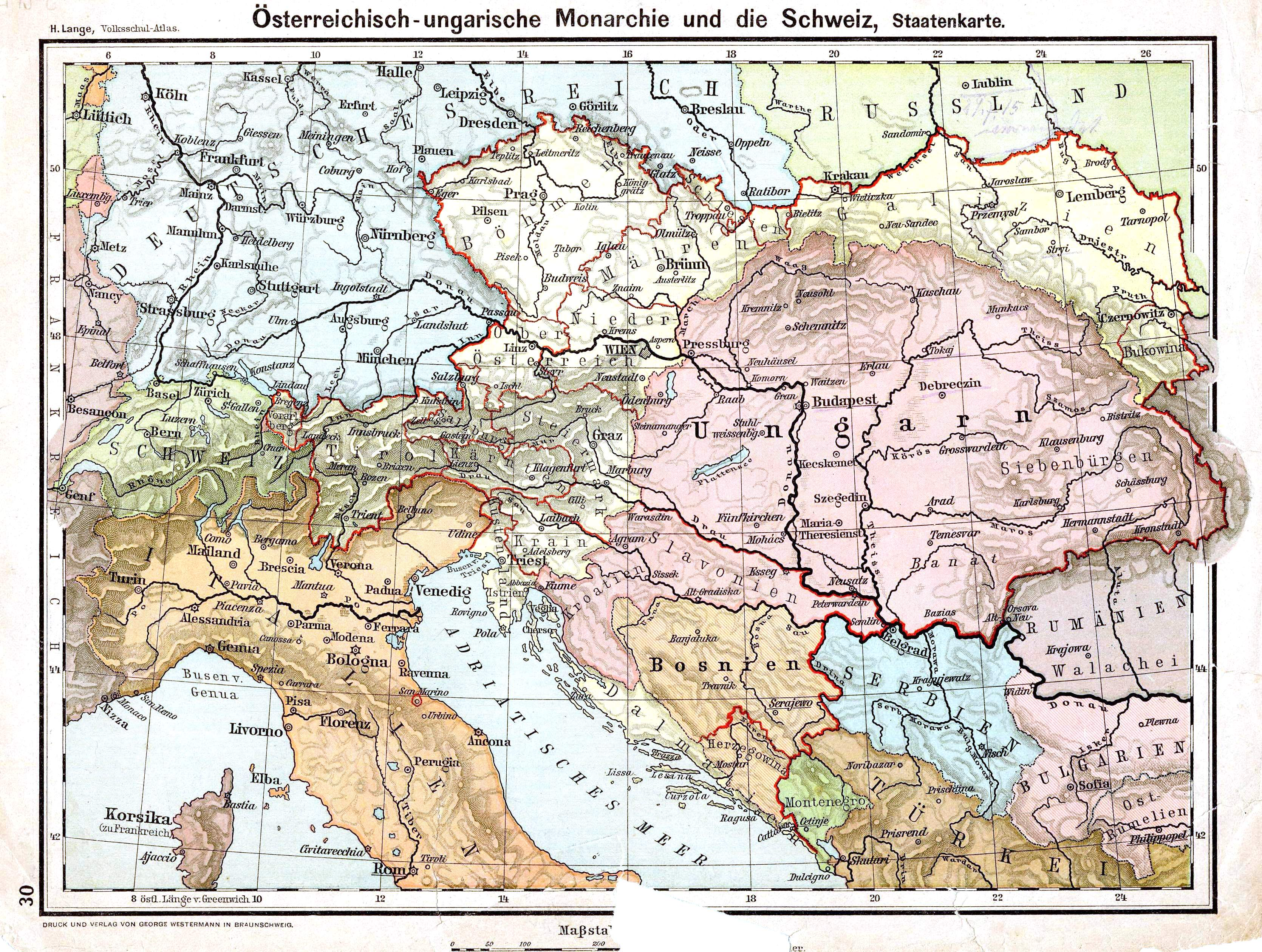
Una mappa di Austria-Ungheria e Italia nel 1899, con il mare Adriatico tra di loro

L'Italia avrebbe continuato a costruire la sua forza navale negli anni successivi alla firma della Triplice Alleanza, ma i termini del trattato portarono l'Italia a concedere il Mare Adriatico agli interessi dell'Austria-Ungheria. Invece, i piani navali italiani furono reindirizzati verso la Francia. Il programma navale di Brin proseguì così all'interno della Regia Marina, ma le attenzioni italiane furono dirottate verso il Mediterraneo occidentale e il Mar Tirreno. Per l'Austria-Ungheria, la Triplice Alleanza pose fine alla minaccia dell'irredentismo italiano nei confronti di molti dei suoi possedimenti costieri, diede all'Impero una mano relativamente libera nell'Adriatico e protesse due delle frontiere terrestri dell'Austria-Ungheria nel evento di una guerra con la Russia. Tuttavia, i risultati dell'alleanza si sarebbero rivelati disastrosi per la Marina austro-ungarica. La mancanza di un forte potenziale avversario determinato a contestare il Mare Adriatico eliminò la maggior parte degli argomenti a favore di una grande flotta. In effetti, non sarebbe stato fino al 1893 che la marina austro-ungarica costruisse un'altra classe di navi capitali.
Anche dopo che Italia e Austria-Ungheria divennero alleate nella Triplice Alleanza, i sospetti reciproci e le aree di conflitto rimasero presenti. L'Italia avrebbe continuato a migliorare le sue relazioni con la Francia dopo il 1902, annullando in primo luogo una delle questioni chiave che l'avevano portata a far parte della Triple Alliance. Inoltre, il nazionalismo duraturo tra gli italiani in Austria-Ungheria e le affermazioni irredentiste italiane di importanti territori austriaci, come il Tirolo e Trieste, continuarono a interessare l'Austria-Ungheria. Allo stesso modo, l'Italia si preoccupò per l'espansione navale dell'Austria-Ungheria all'inizio del 20º secolo, in particolare sotto il comando del Marinekommandant Hermann von Spaun e successivamente sotto Rudolf Montecuccoli. Queste tendenze avrebbero innescato una seconda corsa agli armamenti navali incentrata sulla costruzione di navi da guerra all'inizio del secolo, che si sarebbe poi intensificata notevolmente negli anni precedenti la prima guerra mondiale.

### Esplicative
1. ↑  This table depicts Austria's approved naval budget between 1861 and 1865. It does not include any funds which the Imperial Austrian Navy overspent during this period, though existing estimates state the navy did not overspend more than 300,000 Florins in any given year. See Sondhaus (1989) p. 234
2. ↑  This table depicts Italy's approved naval budget between 1861 and 1865. It does not include the estimated 30,000,000 Florin the Regia Marina overspent between 1861 and 1865. See Gabriele & Fritz (1982) pp. 268–269
3. ↑  A nominal exchange rate of 2.5 lira to 1 Florin is used. See Sondhaus (1989) p. 234

### Bibliografiche
1. ↑  Sokol, p. 17.
2. ↑  Sokol, pp. 18-19.
3. ↑  Giglio, p. 179.
4. ↑  Pieri, p. 451.
5. ↑  Pieri, pp. 246-247.
6. ↑  Clark, p. 55.
7. ↑  Trevelyan1909, pp. 76-77.
8. ↑  Trevelyan1909, p. 169.
9. ↑  Trevelyan1909, pp. 108-110.
10. 1 2  Sondhaus1989, p. 201.
11. ↑  Smith1997, pp. 15-16.
12. ↑  Trevelyan1909, pp. 153-154.
13. ↑  Trevelyan1909, pp. 199, 218-219.
14. ↑  Trevelyan1909, p. 189.
15. ↑  Trevelyan1909, pp. 227-229, 233-234.
16. ↑  Trevelyan1909, p. 249.
17. ↑  Trevelyan1909, pp. 257, 264, 326.
18. ↑  Trevelyan1911, pp. 127-130, 336-337.
19. ↑  Trevelyan1909, p. 141.
20. ↑  Trevelyan1911, p. 170.
21. ↑  Trevelyan1911, p. 94, 176.
22. ↑  Trevelyan1911, pp. 276-277.
23. ↑  Trevelyan1911, p. 197.
24. ↑  Trevelyan1909, p. 312.
25. ↑  Trevelyan1911, pp. 219-224.
26. ↑  Trevelyan1911, pp. 258-261.
27. ↑  Trevelyan1911, p. 266.
28. ↑  Trevelyan1911, p. 271.
29. ↑  Trevelyan1911, p. 276.
30. 1 2  Sondhaus1989, p. 205.
31. ↑  Gabriele, pp. 12-15, 89.
32. 1 2 3 4 5  Sondhaus1989, p. 202.
33. ↑  Sondhaus1989, pp. 205-206.
34. 1 2  Gabriele, pp. 117-118, 123-124.
35. ↑  Sondhaus1989, pp. 206, 219.
36. ↑  Sondhaus1989, pp. 180-181.
37. ↑  Sondhaus1989, p. 181.
38. 1 2  Sondhaus1989, p. 182.
39. ↑  Lambert1984, p. 114.
40. ↑  Handel-Mazzetti, pp. 14-15, 217-219.
41. ↑  Sondhaus1989, p. 184.
42. ↑  Lambert1984, pp. 44-45.
43. ↑  Baratelli, p. 41.
44. 1 2  Sondhaus1989, p. 200.
45. ↑  Sondhaus1989, pp. 185-186.
46. 1 2  Ordovini, p. 328.
47. ↑  Sondhaus1989, pp. 200, 206.
48. 1 2 3  Gardiner1979, p. 335.
49. ↑  Wallisch1966, p. 68.
50. ↑  Sondhaus1989, pp. 202-203.
51. ↑  Tamborra, pp. 813-814.
52. 1 2  Sondhaus1989, p. 203.
53. ↑  Sondhaus1989, pp. 204-205.
54. ↑   Napoleon's act of abdication, su gallica.bnf.fr, Bulletin des lois de la Republique Française. URL consultato il 14 luglio 2018 (archiviato dall'url originale il 22 dicembre 2011).
55. ↑  Sondhaus1989, pp. 201, 209.
56. ↑  Gardiner1979, p. 334.
57. 1 2  Gardiner1979, p. 337.
58. 1 2 3  Silverstone1984, pp. 26, 31.
59. ↑  Gabriele, p. 117–118, 123–124.
60. ↑  Sondhaus1989, p. 206.
61. 1 2  Sondhaus1989, p. 209.
62. ↑  Gardiner1979, p. 267.
63. 1 2  Sondhaus1989, p. 210.
64. ↑  Bilzer, p. 164.
65. ↑  Handel-Mazzetti, pp. 116-117.
66. ↑  Sondhaus1989, pp. 210-211.
67. 1 2 3 4  Sondhaus1989, p. 211.
68. ↑  Sondhaus1989, pp. 211-212, 219-220.
69. ↑  Gardiner1979, pp. 268, 337-340.
70. ↑  Sondhaus1989, pp. 211-212.
71. 1 2  Sondhaus1989, p. 212.
72. ↑  Higham1961, p. 181.
73. ↑  Gabriele, p. 129.
74. ↑  Sondhaus1989, pp. 212-213.
75. 1 2  Gardiner1979, p. 338.
76. ↑  Schmidt-Brentano1975, pp. 135-136.
77. ↑  Gardiner1979, pp. 267-268.
78. ↑  Sondhaus1989, pp. 213-214.
79. ↑  Sondhaus1989, p. 214.
80. ↑  Sondhaus1989, pp. 214-215.
81. ↑  Sondhaus1989, p. 215.
82. ↑  Sondhaus1989, p. 216.
83. ↑  Sondhaus1989, pp. 216-217.
84. ↑  Gabriele, pp. 127-130.
85. ↑  Gabriele, pp. 134-139.
86. ↑  Gabriele, pp. 139-140.
87. ↑  Tucker, p. 175.
88. ↑  Luraghi, p. 148.
89. ↑  Sondhaus1989, pp. 218, 220.
90. ↑  Sondhaus1989, p. 218.
91. 1 2  Sondhaus1989, pp. 218-219.
92. 1 2  Gabriele, pp. 154-163.
93. 1 2 3  Gardiner1979, p. 339.
94. ↑  Gardiner1979, pp. 335, 339.
95. ↑  Ordovini, p. 354.
96. 1 2  Sondhaus1989, p. 221.
97. ↑  Sondhaus1994, p. 44.
98. ↑  Sondhaus1989, pp. 209-210.
99. ↑  Gardiner1979, pp. 335-338.
100. ↑  Ordovini, p. 334.
101. ↑  Gabriele, p. 161.
102. 1 2  Sondhaus1989, pp. 222-223.
103. 1 2 3  Gardiner1979, p. 268.
104. ↑  Wilson, p. 226.
105. 1 2  Sondhaus1989, p. 225.
106. 1 2  Sondhaus1989, p. 223.
107. ↑  Sondhaus1989, p. 234.
108. ↑  Sondhaus1989, pp. 224-225.
109. ↑  Sondhaus1989, pp. 226-227.
110. ↑  Sondhaus1989, pp. 245-246.
111. ↑  Sondhaus1989, p. 222.
112. 1 2  Gabriele, p.165–166, 193–236.
113. 1 2 3  Gabriele, pp. 268-269.
114. ↑  Gabriele, pp. 165-166.
115. ↑  Sondhaus1989, pp. 221-222.
116. ↑  Gabriele, pp. 241-258.
117. ↑  Sondhaus1989, p.228,237.
118. ↑  Sondhaus1989, p. 249.
119. ↑  Sondhaus1989, p. 250.
120. ↑  Iachino, pp. 32-42.
121. ↑  Sondhaus1989, pp. 250-251.
122. ↑  Iachino, pp. 201-208.
123. 1 2  Sondhaus1989, p. 252.
124. 1 2  Sondhaus1989, p. 256.
125. 1 2  Baratelli, pp. 129-131.
126. ↑  Sondhaus1989, p. 253.
127. ↑  Sondhaus1989, pp. 257-258.
128. 1 2 3  Sondhaus1989, p. 258.
129. ↑  Sondhaus1989, p.258, 264.
130. ↑  Sondhaus1989, p. 264.
131. ↑  Sondhaus1989, p. 267.
132. ↑  Sokol, p. 58.
133. ↑  Sokol, pp. 59-60.
134. ↑  Handel-Mazzetti, pp. 59-60.
135. ↑  Sondhaus1994, p. 21.
136. ↑  Sondhaus1994, p. 20.
137. ↑  Sondhaus1994, p. 22.
138. ↑  Sondhaus1994, p. 23.
139. ↑  Handel-Mazzetti, pp. 349-354.
140. ↑  Sondhaus1994, p.27, 35.
141. ↑  Sondhaus1994, pp. 36-38.
142. ↑  Sondhaus1994, p. 39.
143. ↑  Sondhaus1994, pp. 45-46.
144. ↑  Sondhaus1989, p.10, 21–23, 26, 37–39, 51–52, 57–58, 78.
145. ↑  Sondhaus1994, pp. 51-53.
146. ↑  Sondhaus1994, p. 86.
147. ↑  Ceva, p. 199.
148. ↑  Baratelli, pp. 237-238.
149. 1 2  Sondhaus1994, p. 49.
150. ↑  Sondhaus1994, pp. 49-50.
151. ↑  Baratelli, pp. 176-177.
152. ↑  Ceva, p. 103.
153. ↑  Baratelli, pp. 179-180.
154. ↑  Sondhaus1994, pp. 50-51.
155. ↑  Sondhaus1994, p.51, 66–69, 95.
156. ↑  Sondhaus2001, p.107–108, 111.
157. ↑  Beeler, pp. 93-95.
158. ↑  GardinerLambert, p. 117.
159. ↑  GardinerLambert, p.117–125, 163.
160. ↑  GardinerLambert, p. 114.
161. ↑  GardinerLambert, p. 112.
162. ↑  Massie, pp. 474-475.
163. ↑  Sondhaus1994, p. 66.
164. ↑  Sullivan, p. 110.
165. ↑  Bridge1990, p. 131.
166. ↑  Bridge2002, pp. 131-132.
167. ↑  Bridge1990, pp. 387-388.
168. ↑  Baratelli, p. 235.
169. ↑  Gardiner, p. 272.
170. ↑  Sondhaus1994, pp. 156-157.
171. ↑  Sondhaus1994, p.68, 156-157.